# 나라별 수교 현황/아메리카
이 문서는 아메리카에 위치하는 국가들의 수교 현황이다. 지역별로 앵글로아메리카, 라틴아메리카로, 라틴아메리카는 다시 남부와 북부로 구분했으며, 외교 공관(재외공관, 외국공관) 설치 및 존재 여부도 지도로 제시했다.

### 

수교 현황
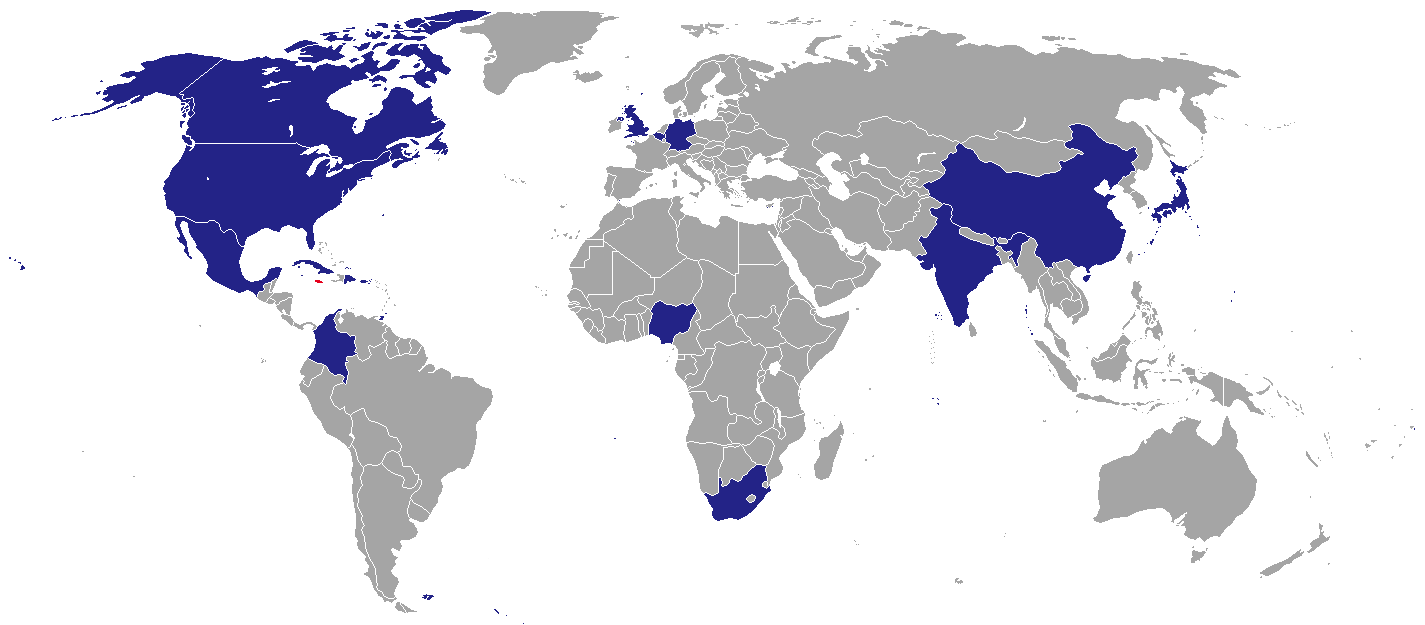
재외공관 설치 현황
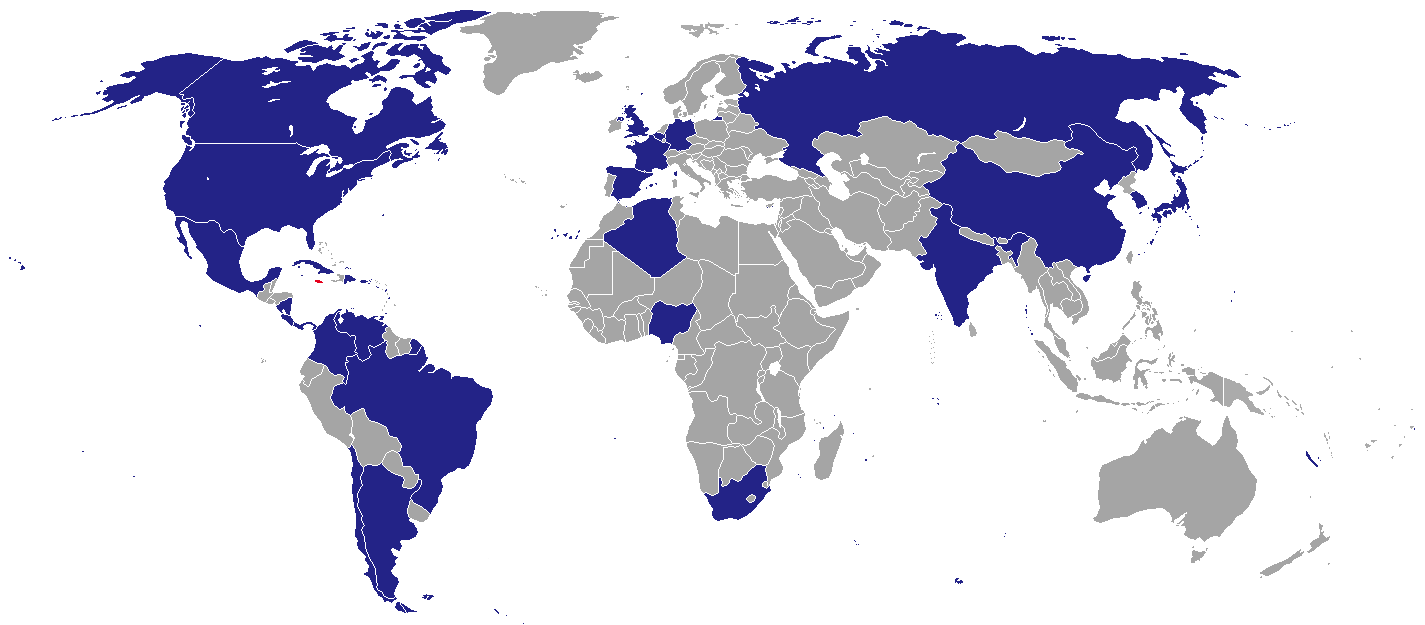
외국공관 유무 현황

수교 현황
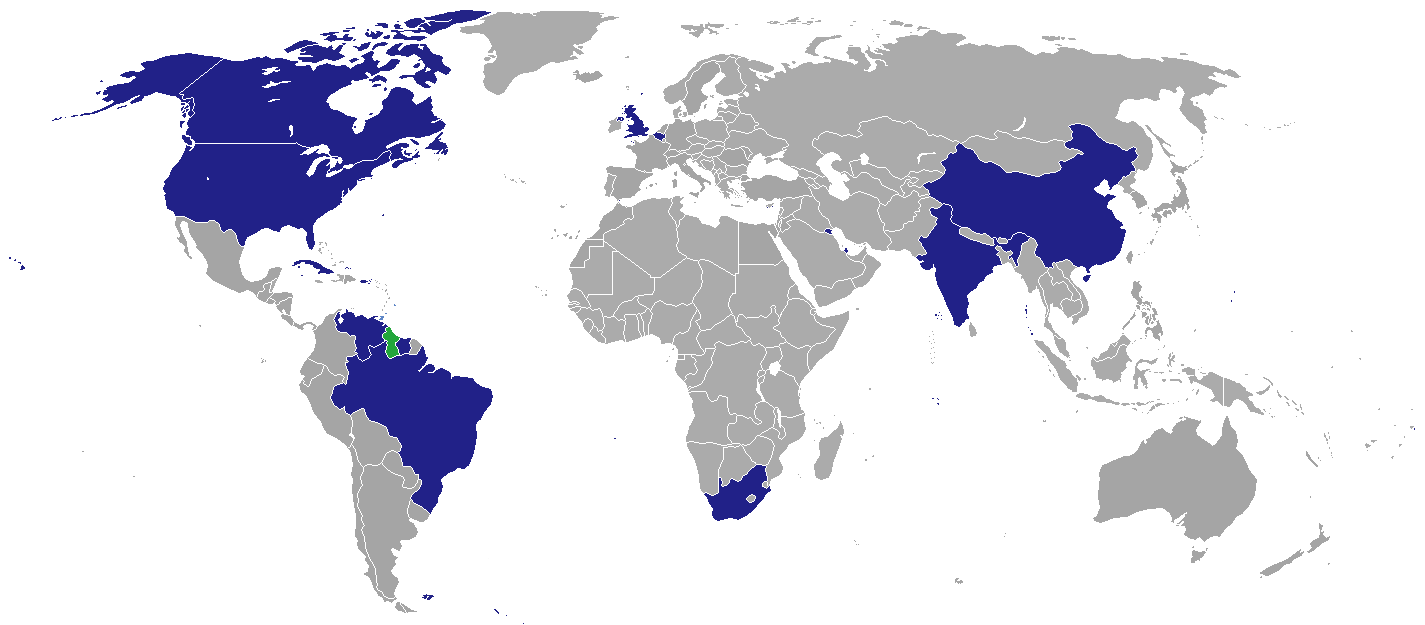
재외공관 설치 현황
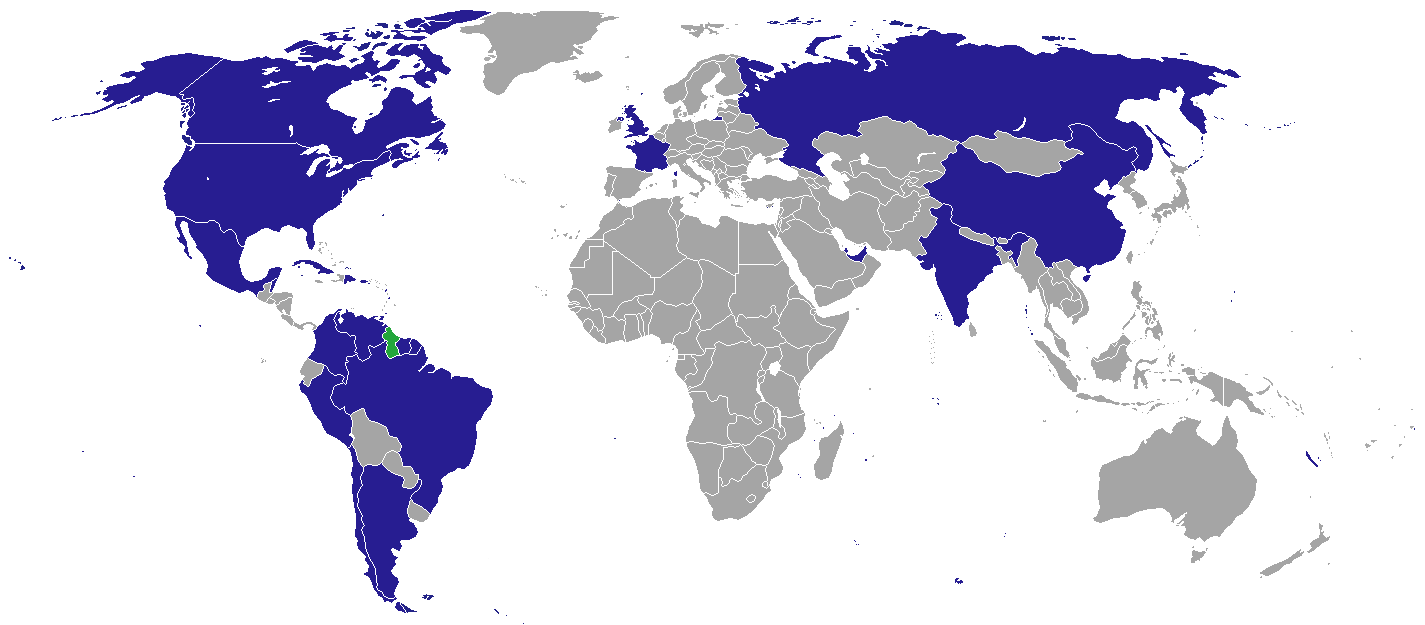
외국공관 유무 현황

수교 현황
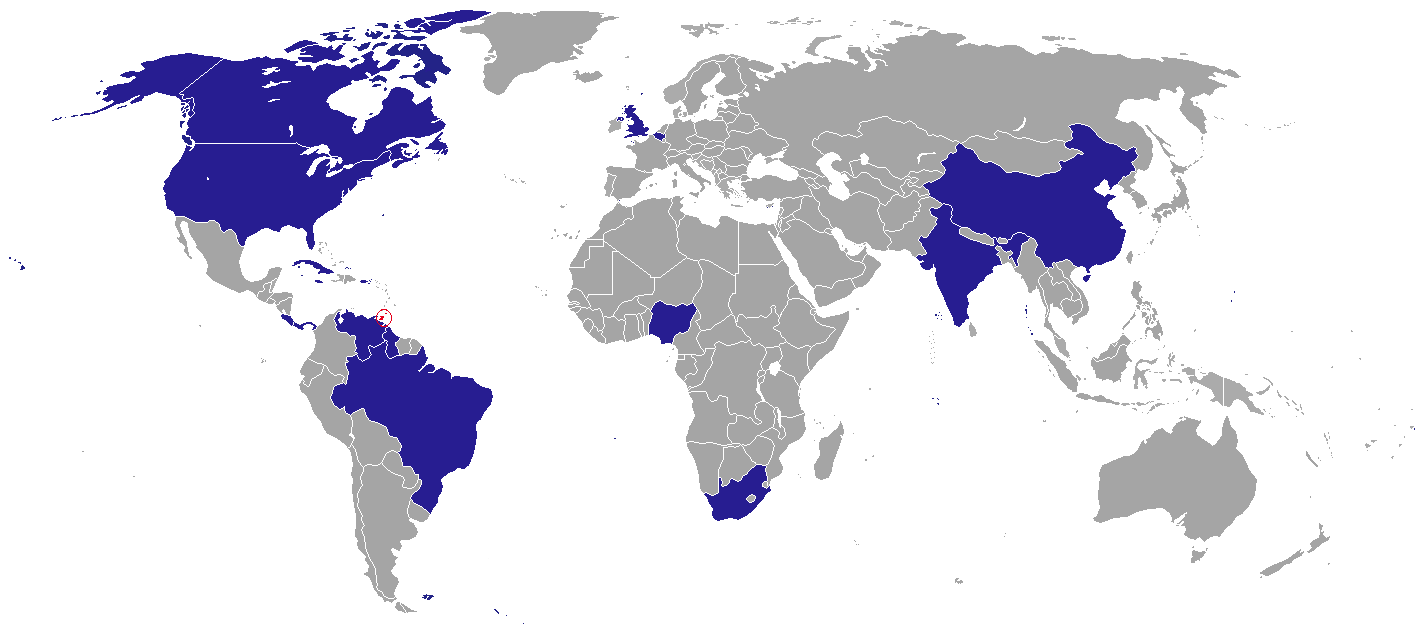
재외공관 설치 현황
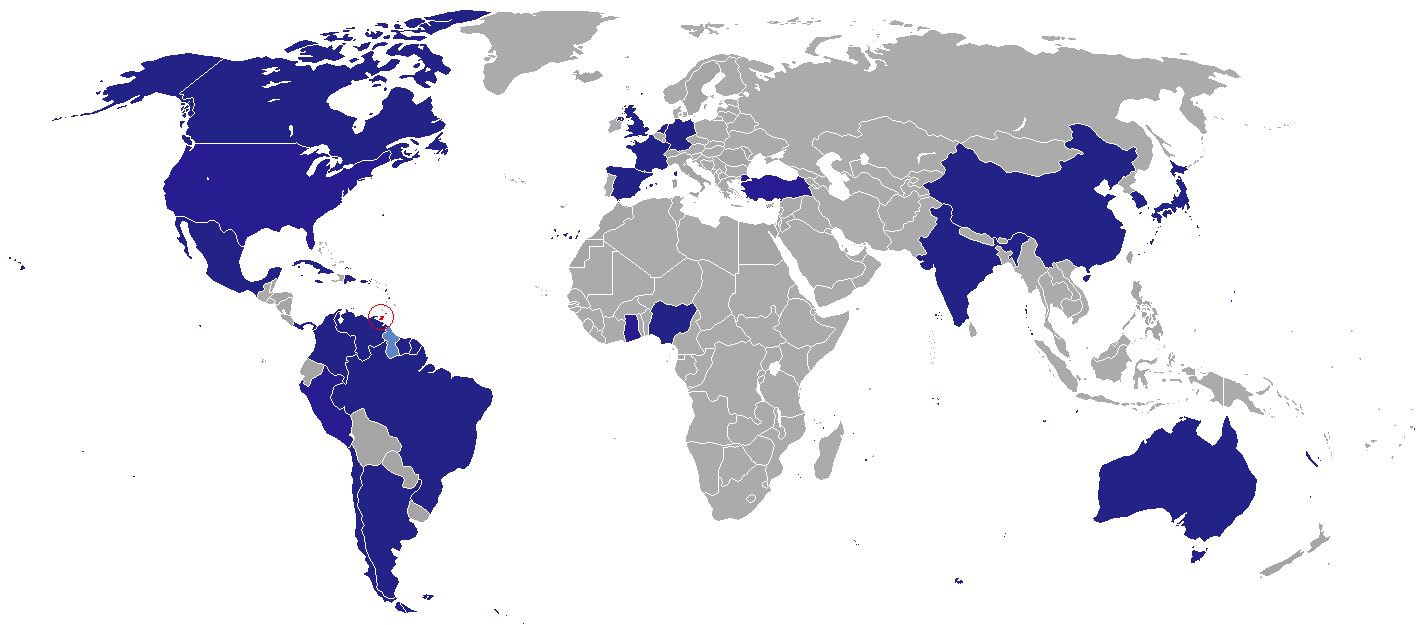
외국공관 유무 현황

수교 현황
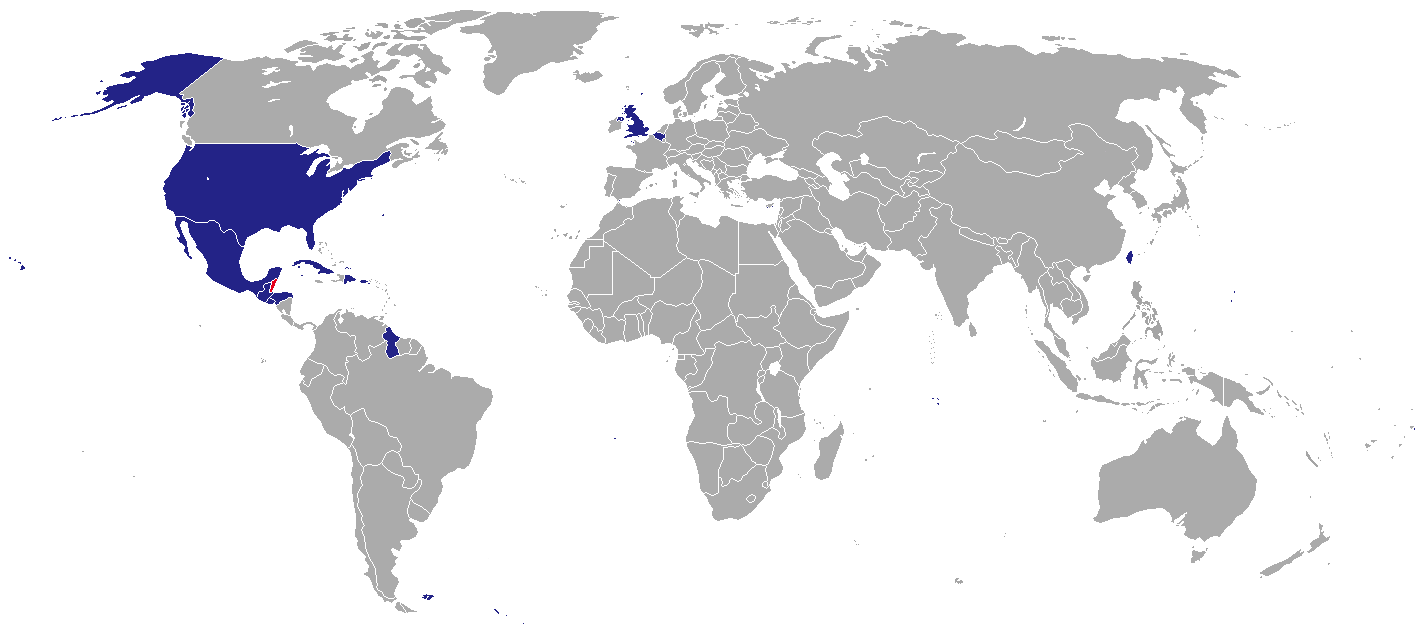
재외공관 설치 현황
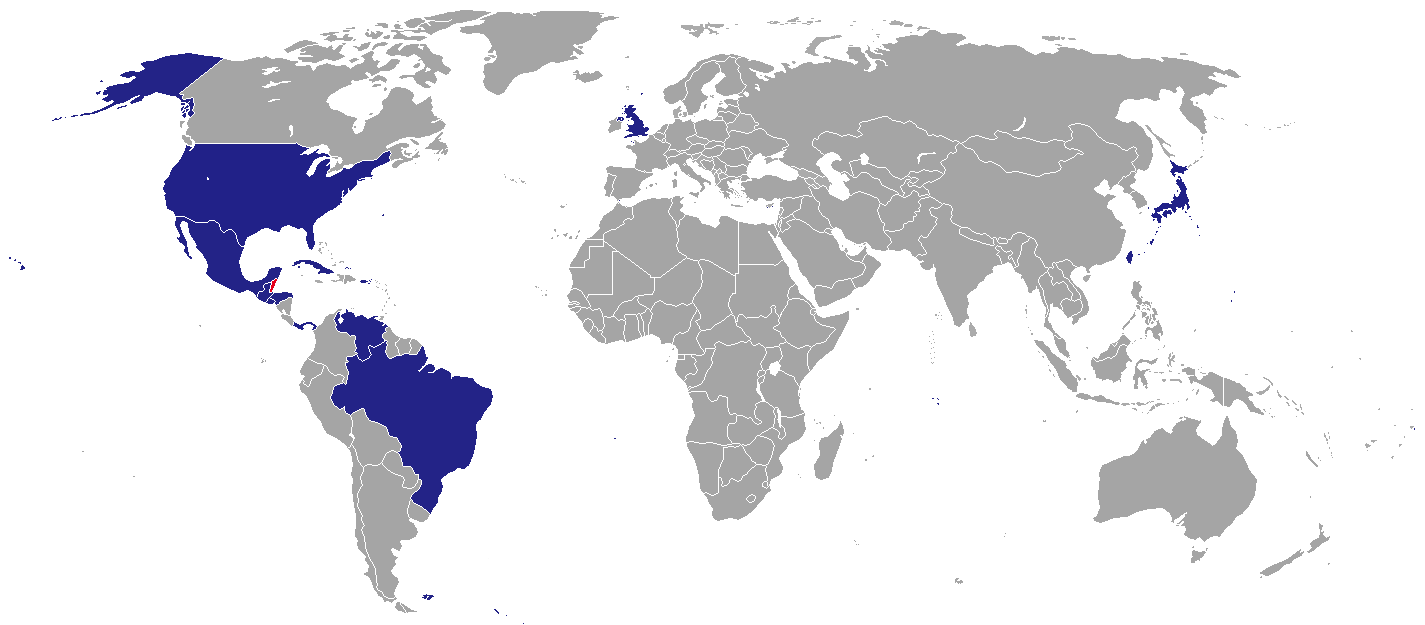
외국공관 유무 현황

수교 현황
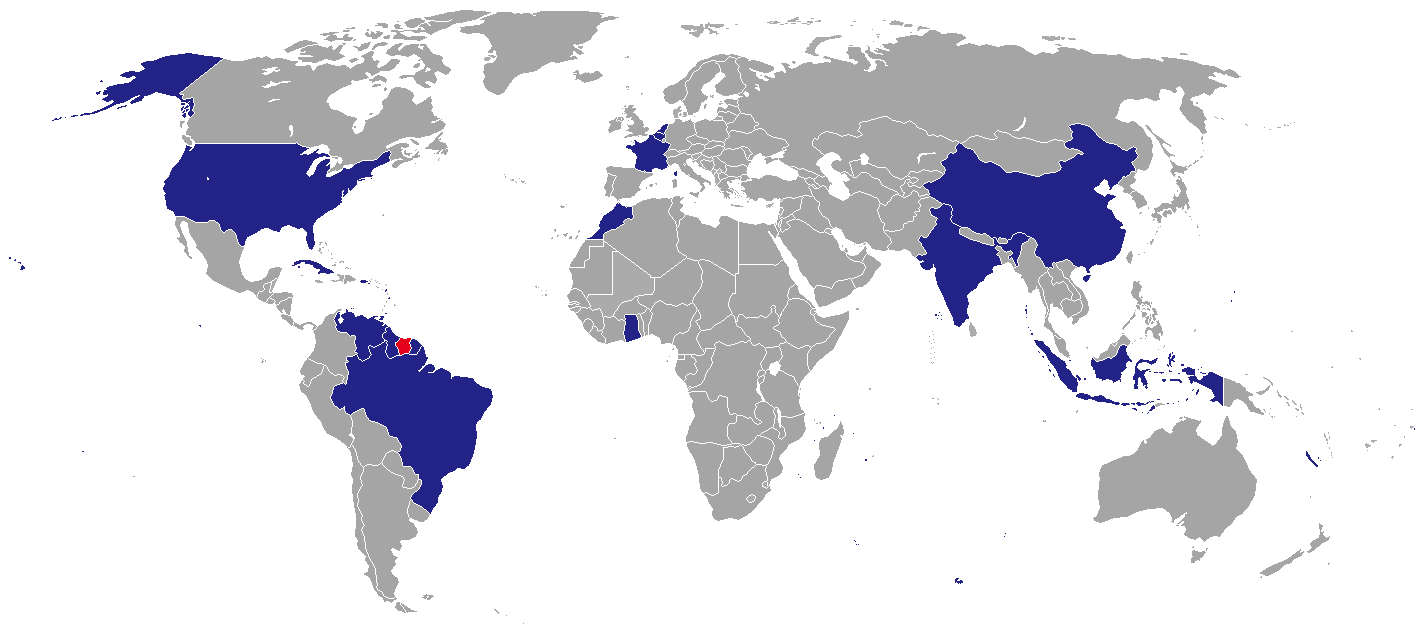
재외공관 설치 현황
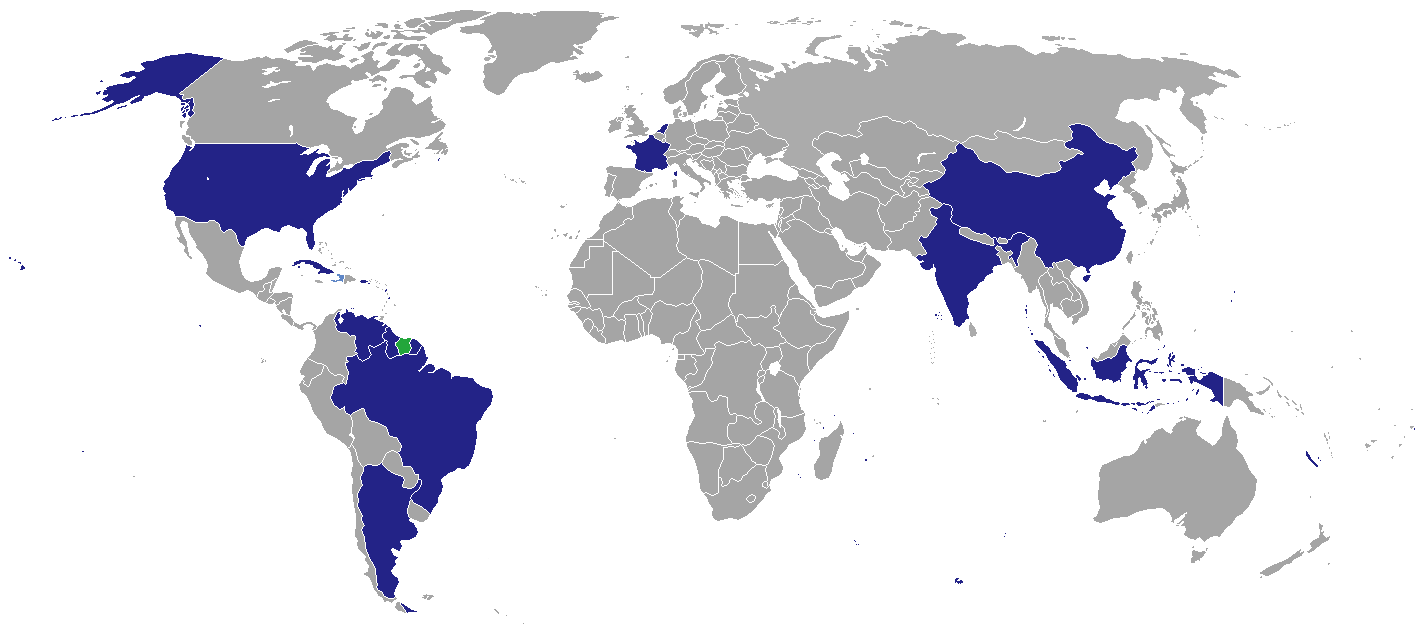
외국공관 유무 현황

수교 현황
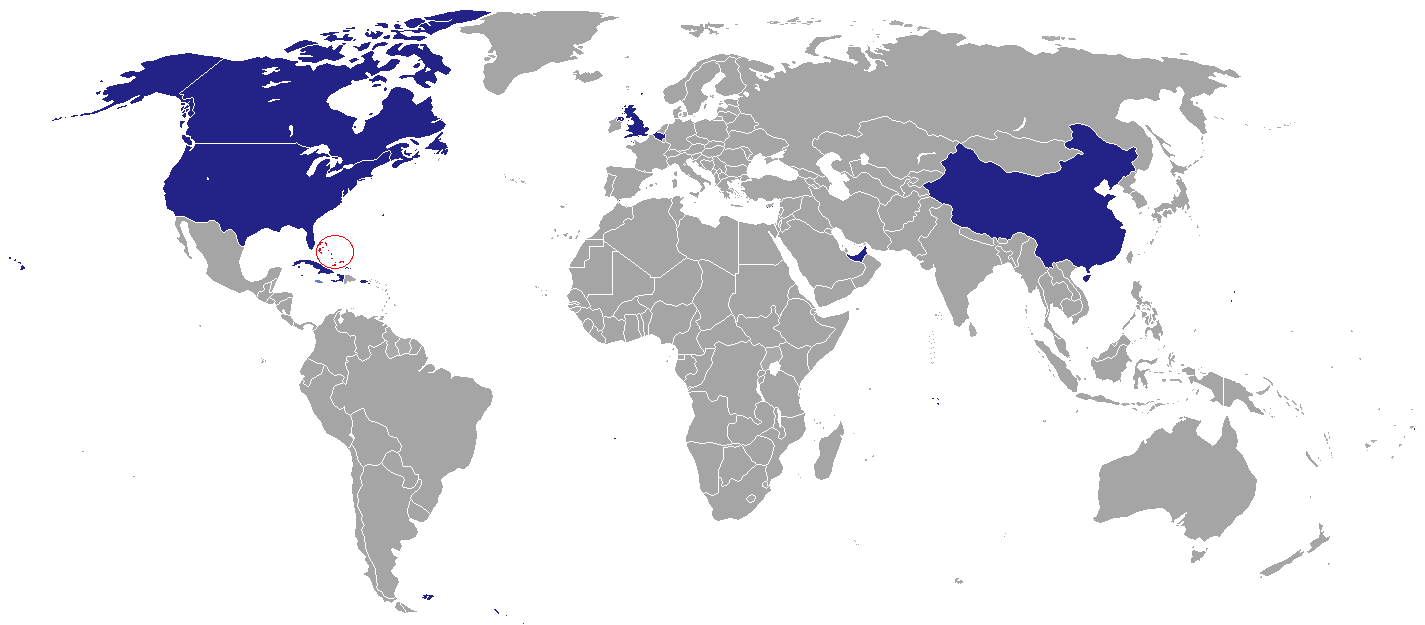
재외공관 설치 현황
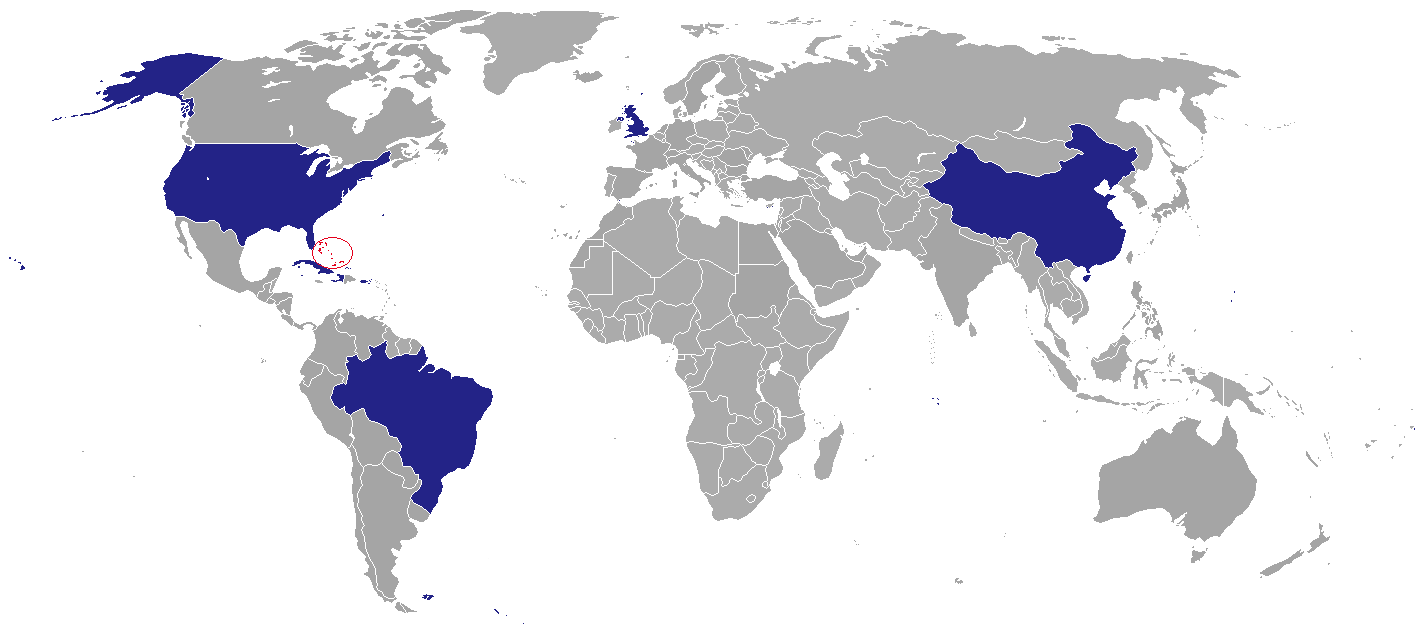
외국공관 유무 현황

수교 현황
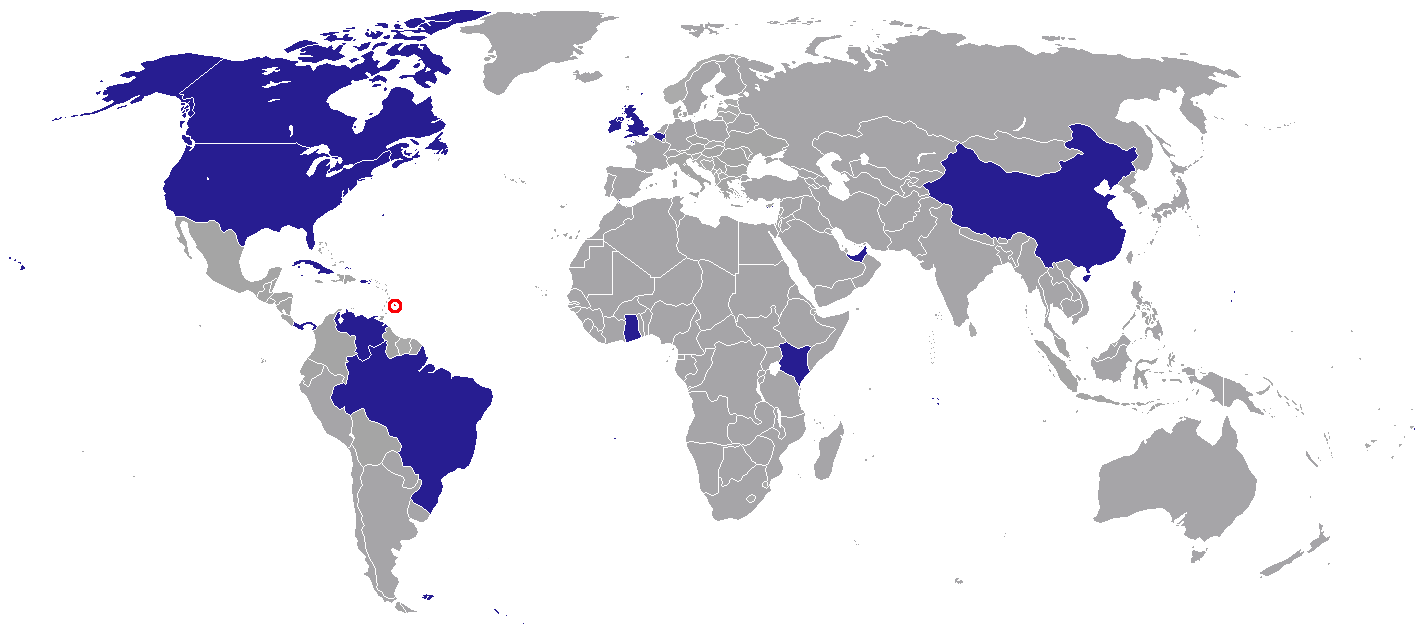
재외공관 설치 현황
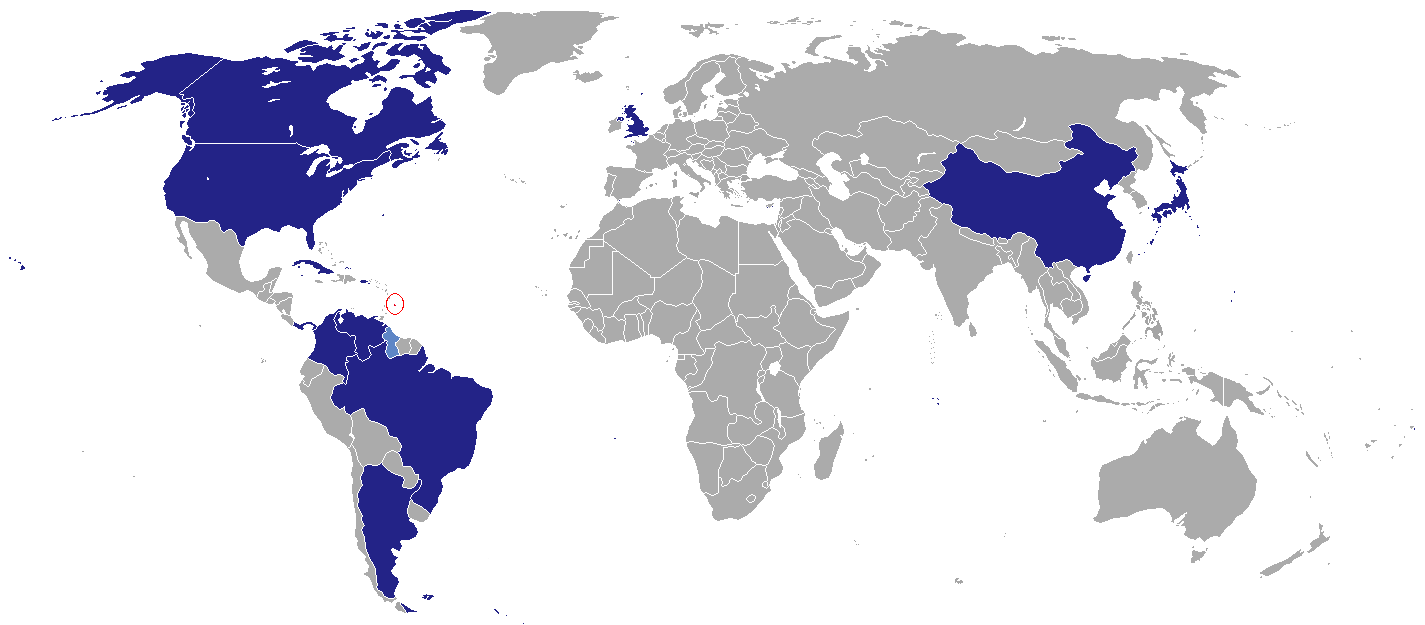
외국공관 유무 현황

수교 현황
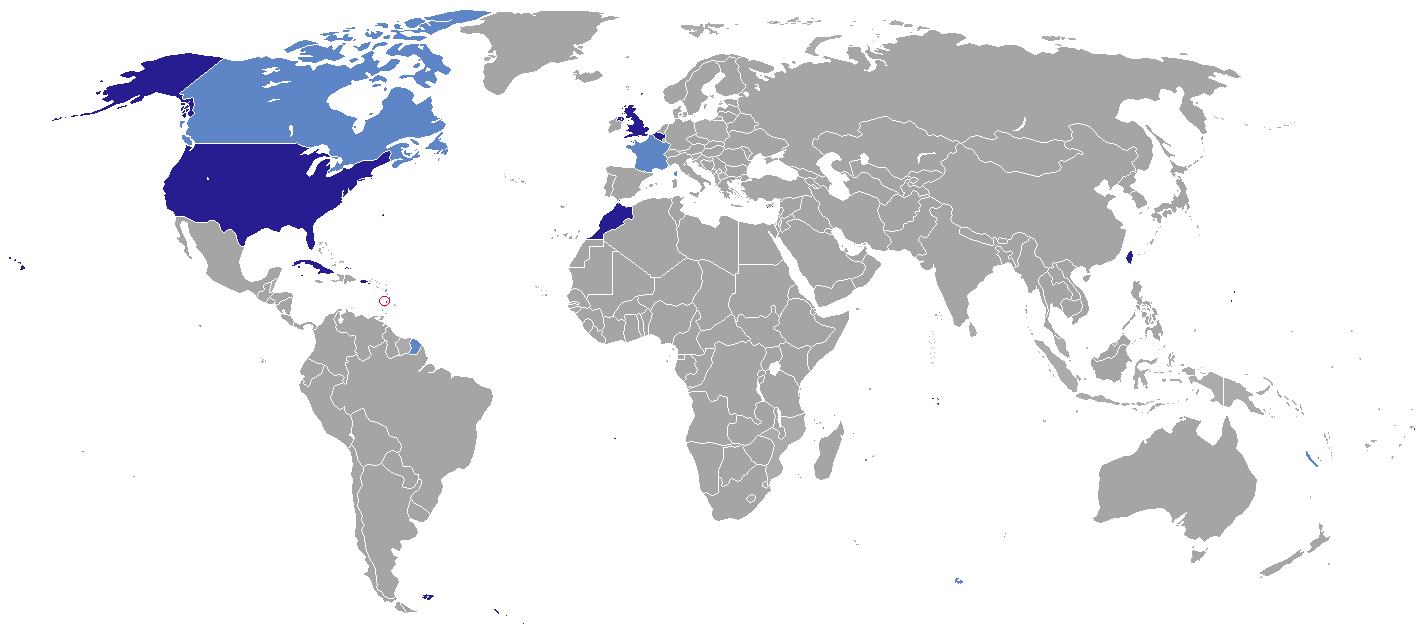
재외공관 설치 현황
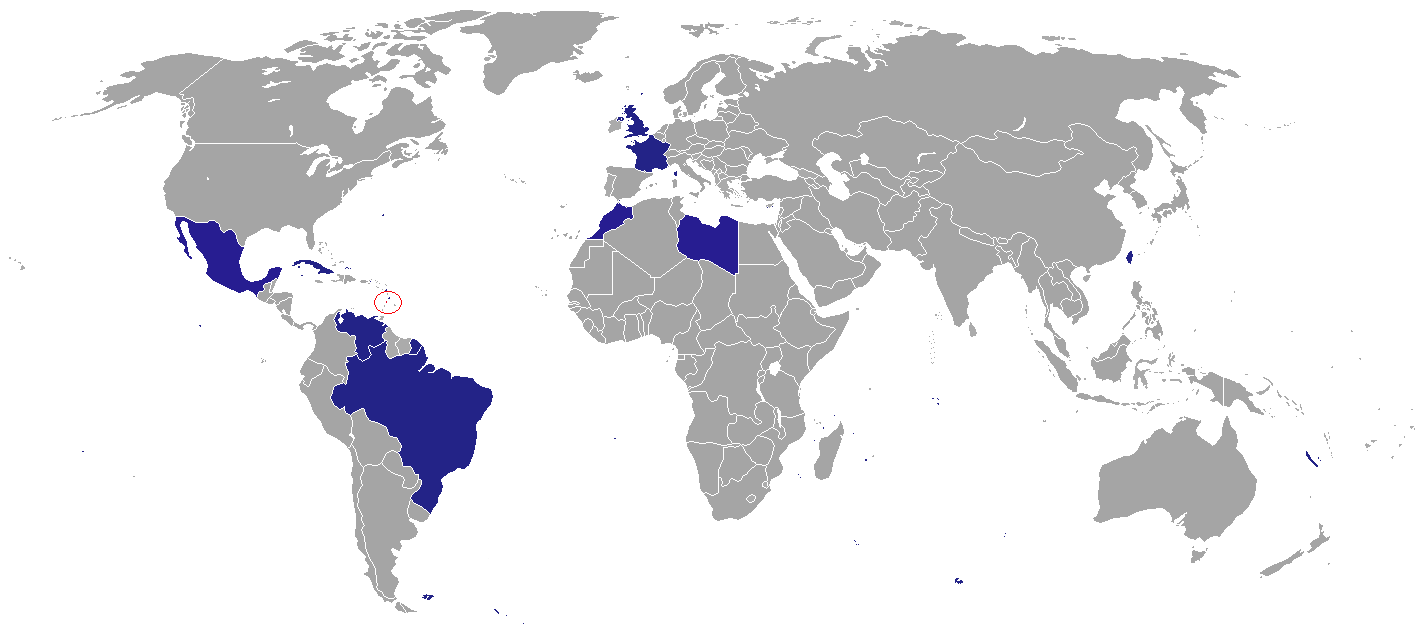
외국공관 유무 현황

수교 현황
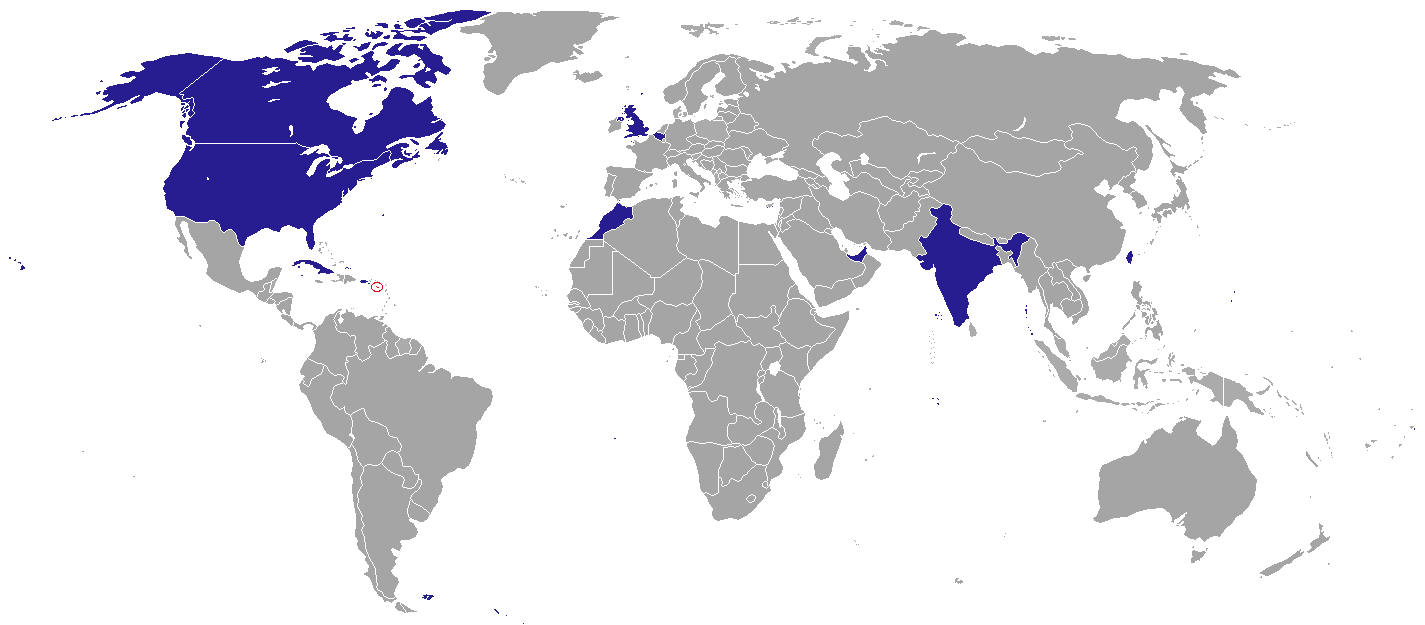
재외공관 설치 현황
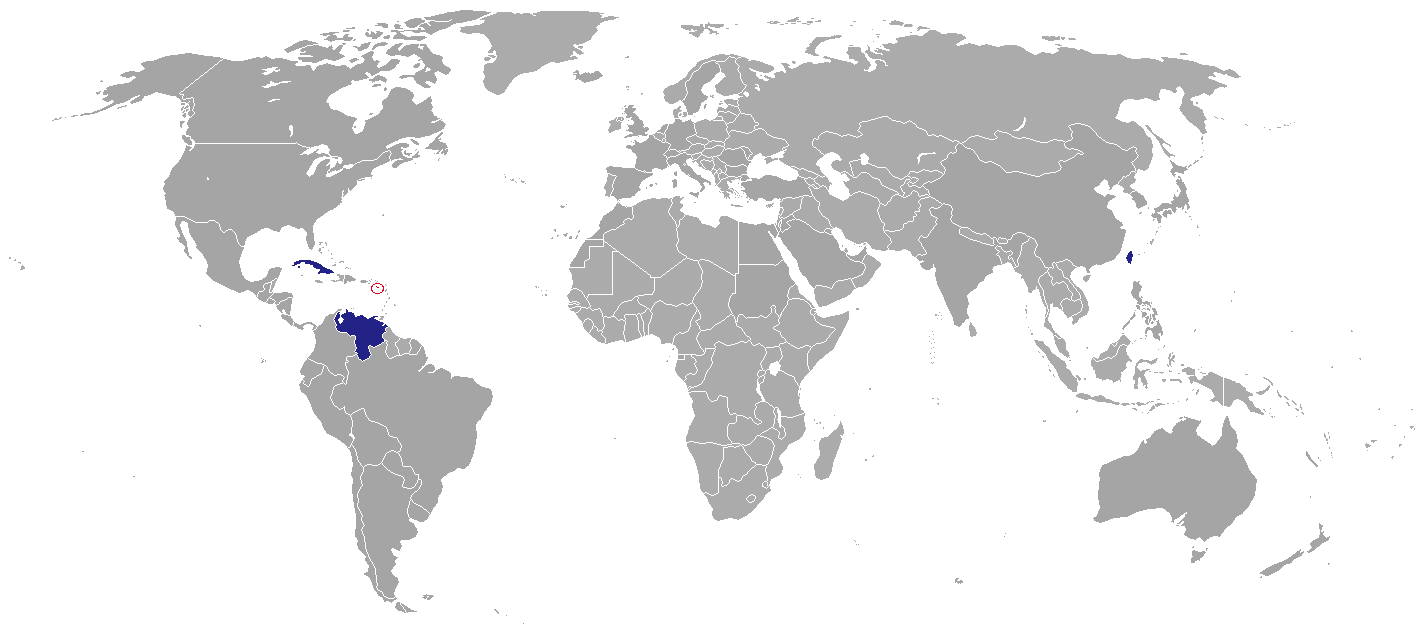
외국공관 유무 현황

수교 현황
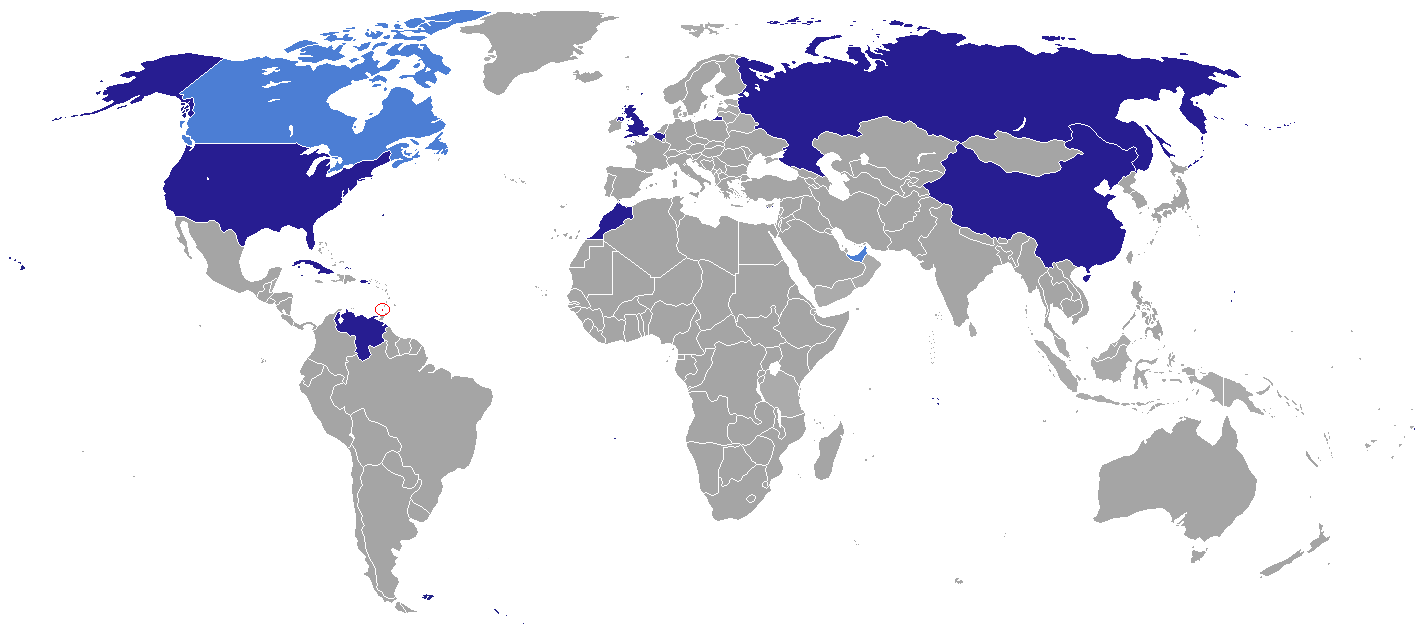
재외공관 설치 현황
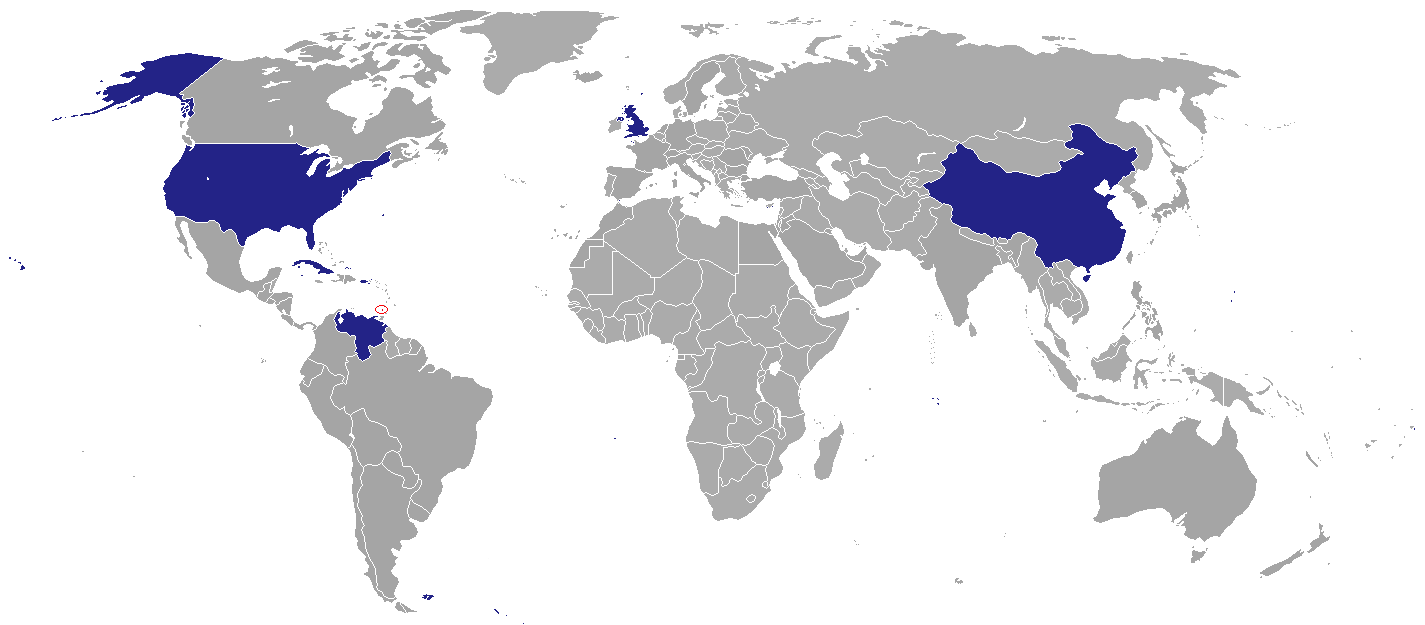
외국공관 유무 현황

수교 현황
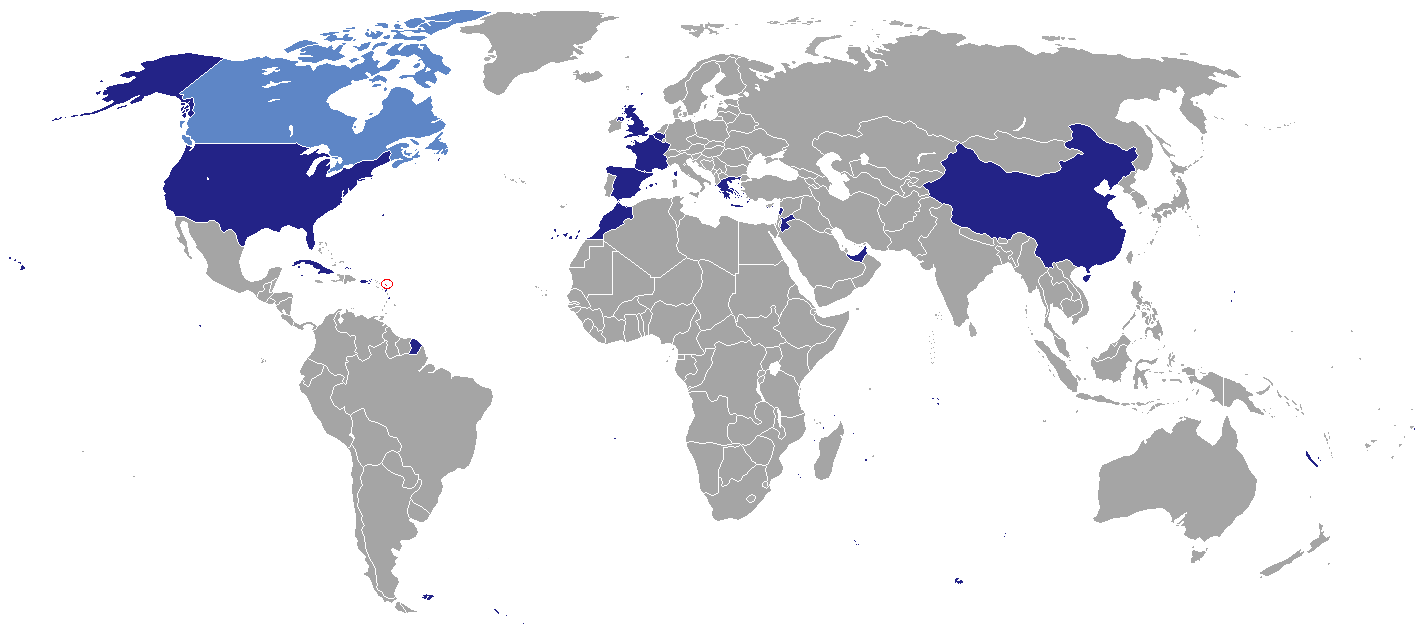
재외공관 설치 현황
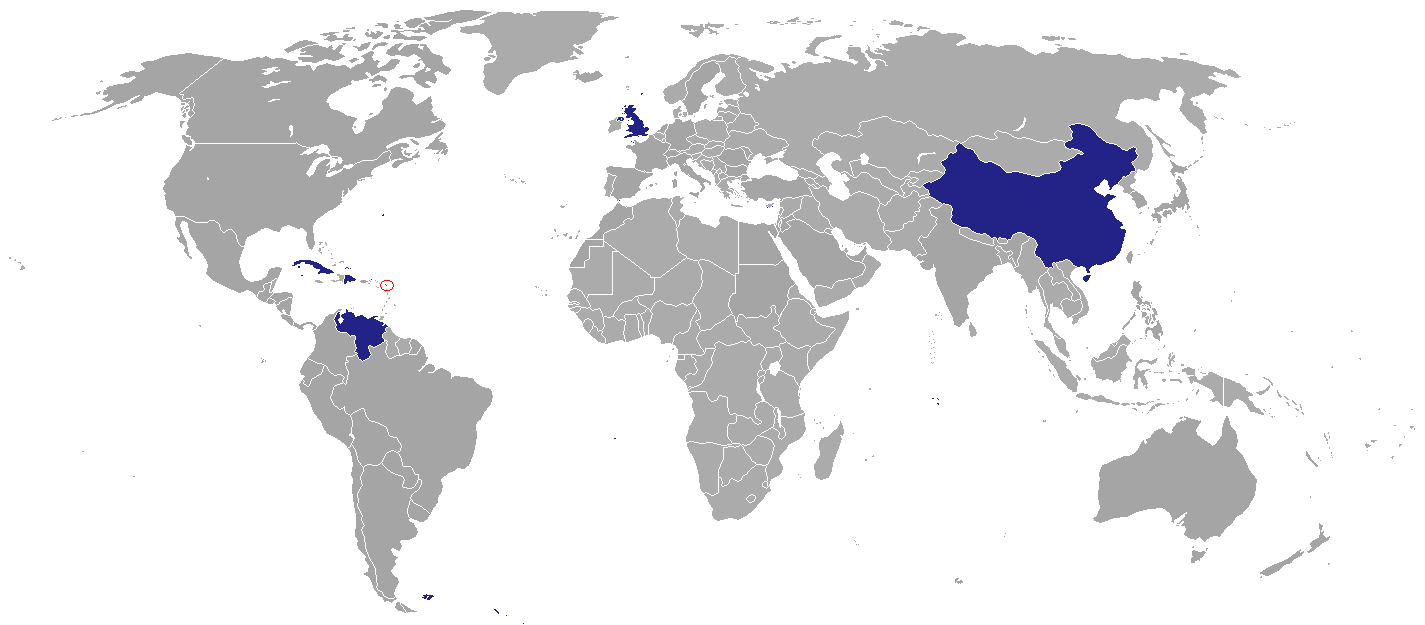
외국공관 유무 현황

수교 현황
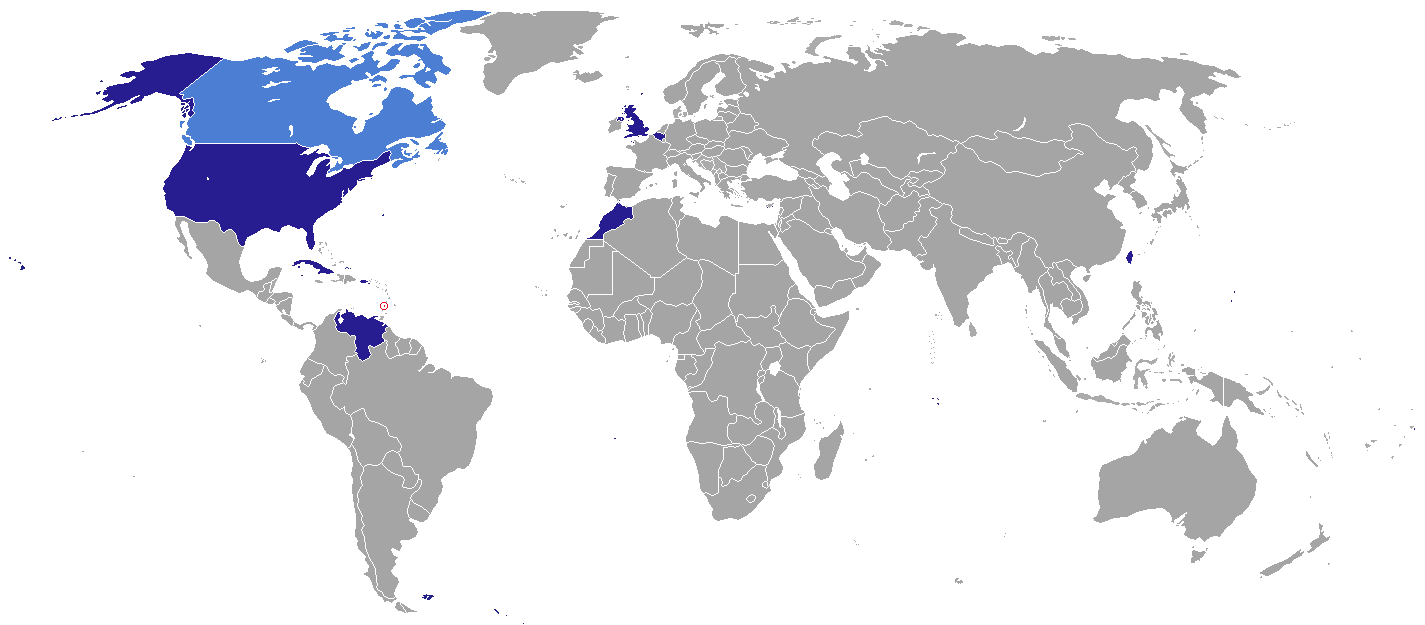
재외공관 설치 현황
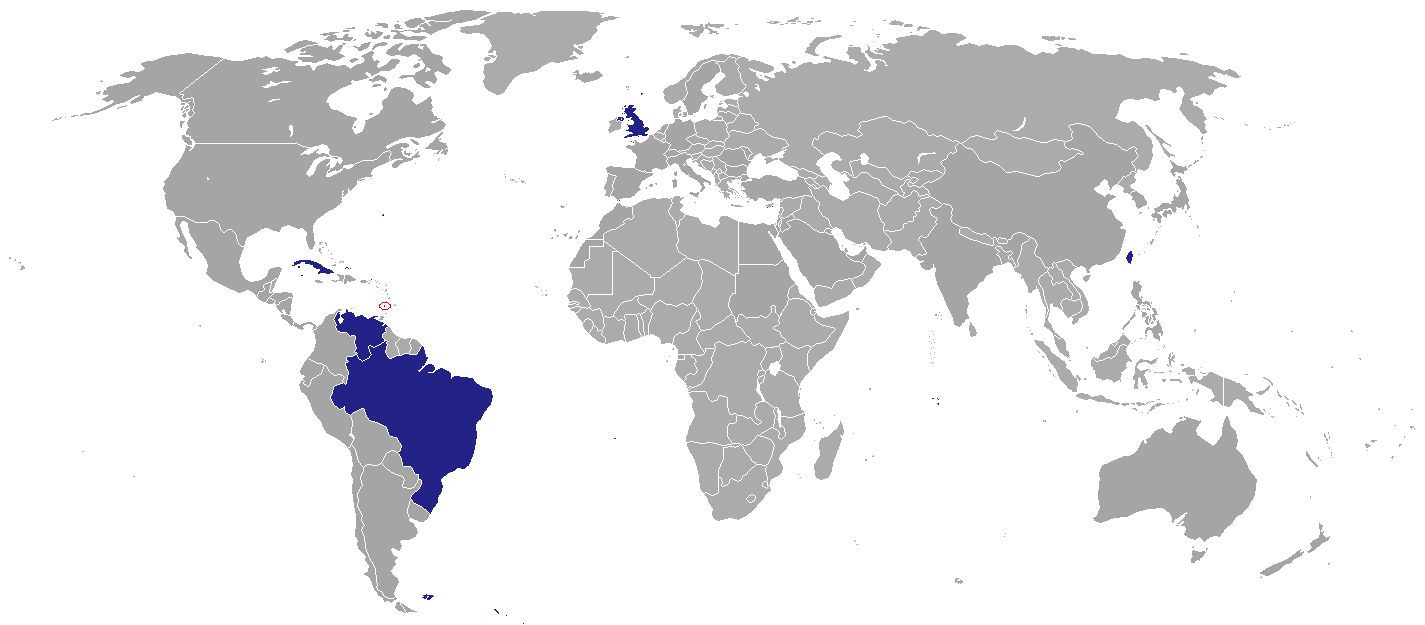
외국공관 유무 현황

수교 현황
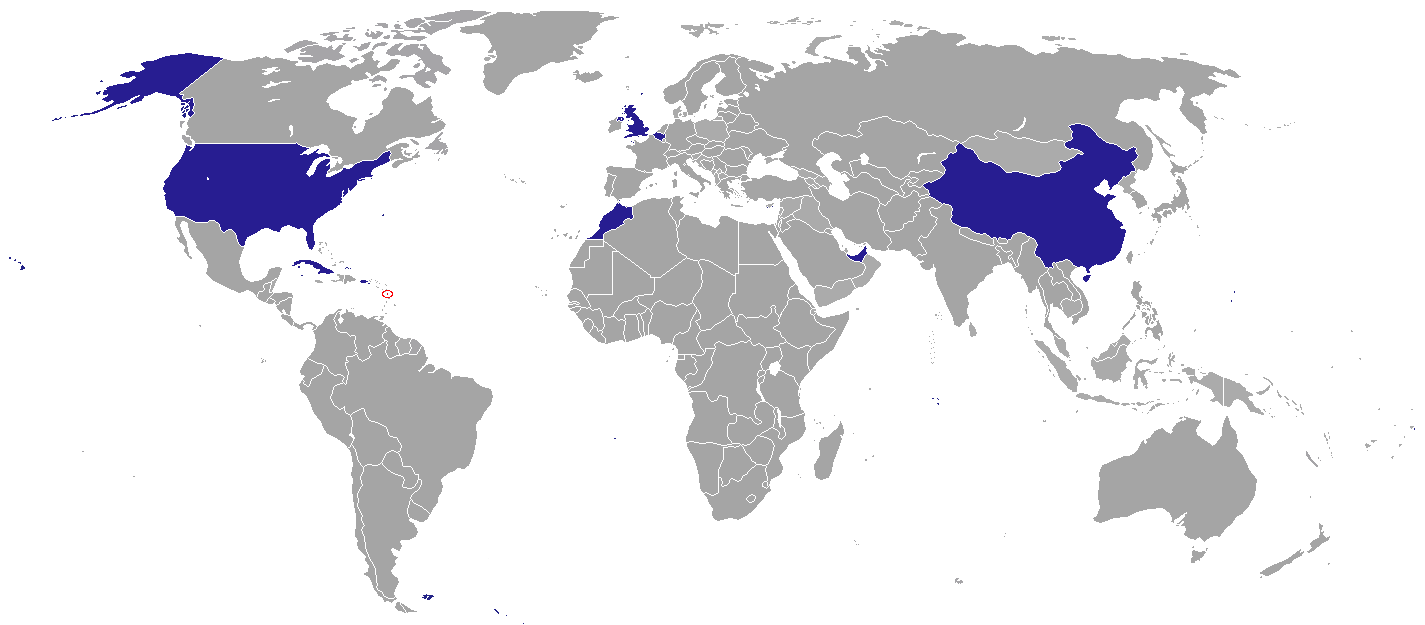
재외공관 설치 현황
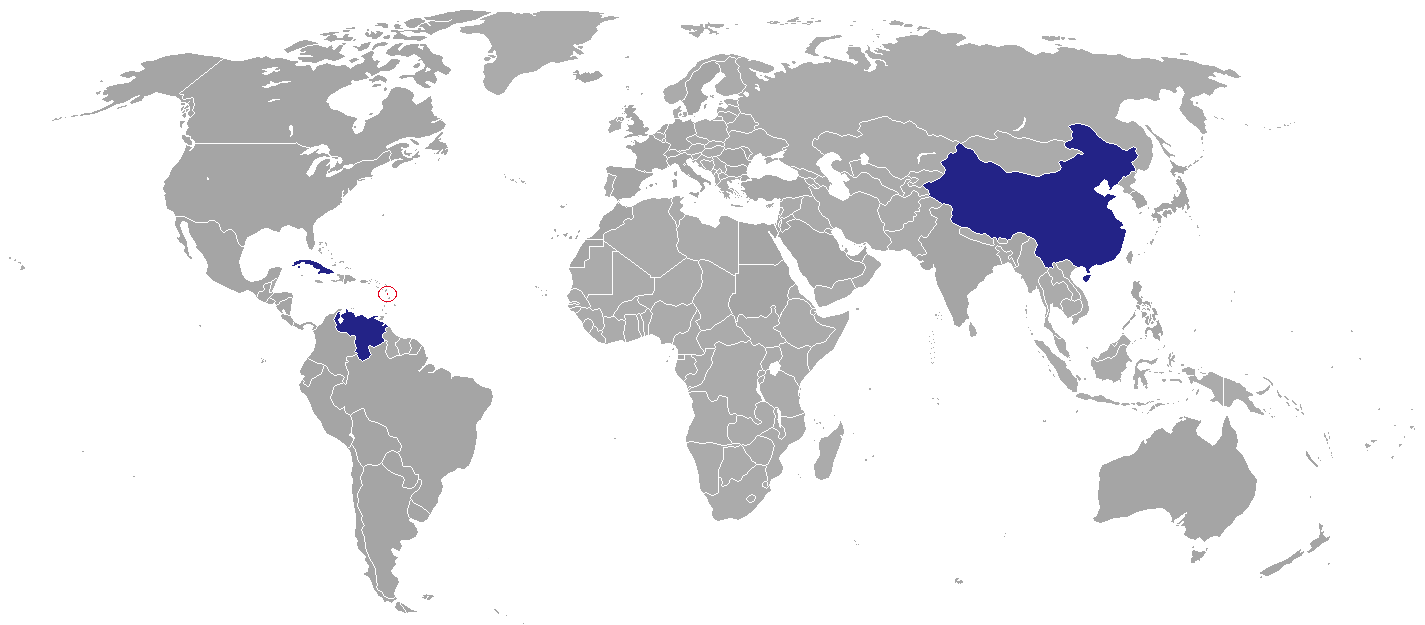
외국공관 유무 현황

수교 현황
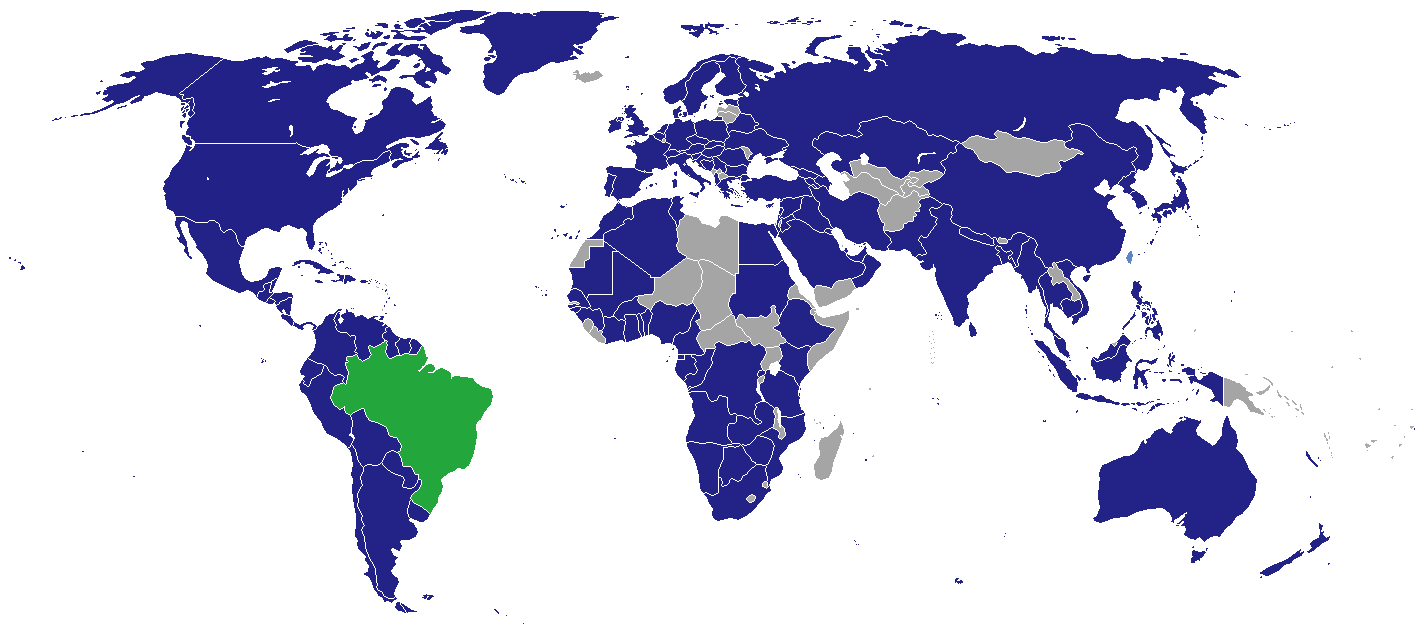
재외공관 설치 현황
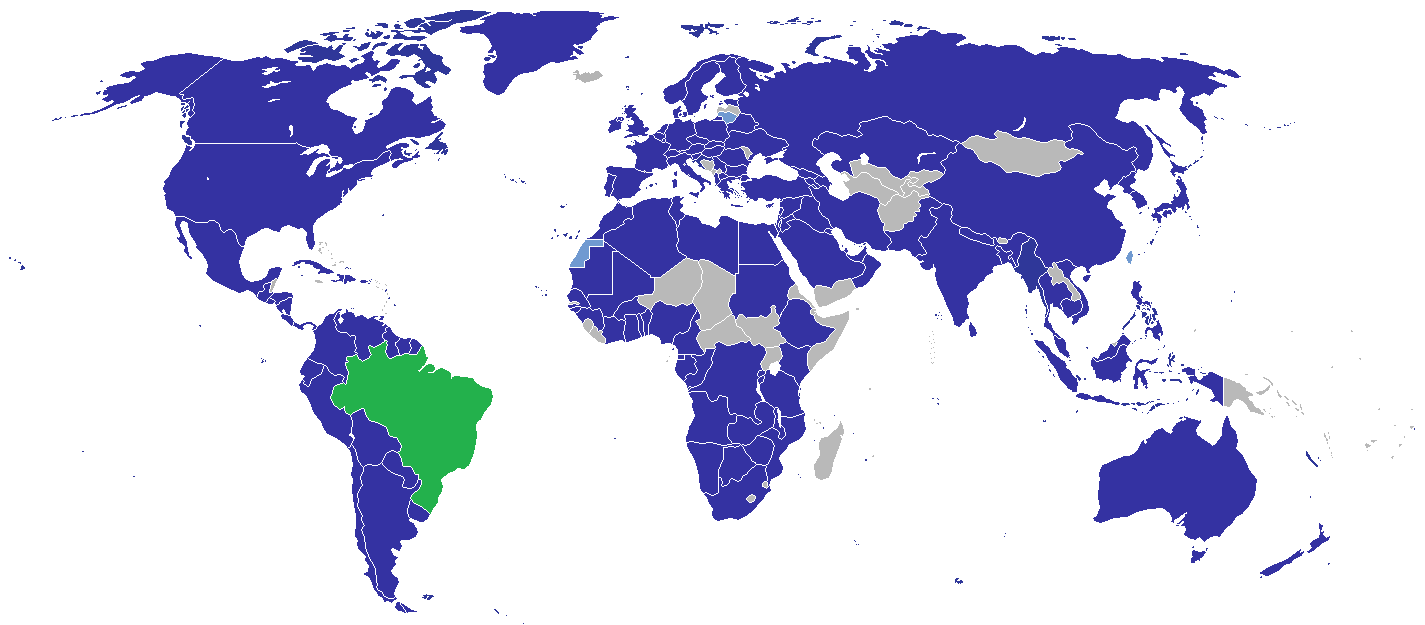
외국공관 유무 현황

수교 현황
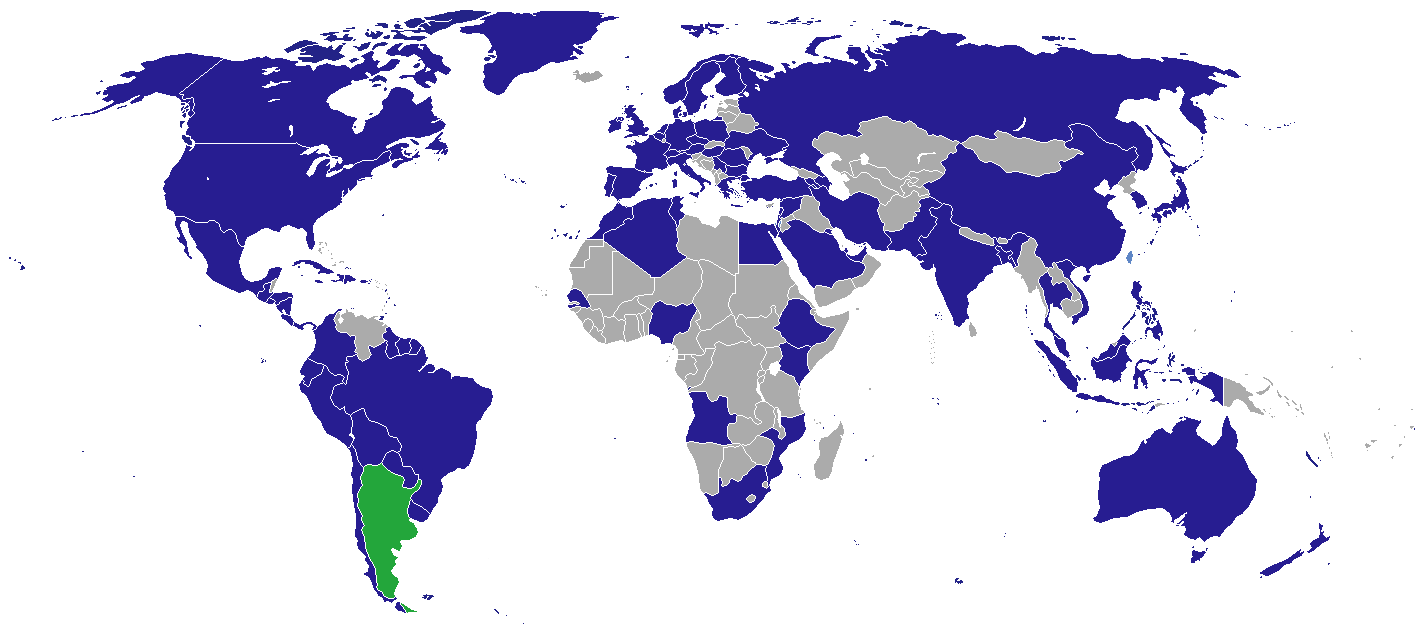
재외공관 설치 현황
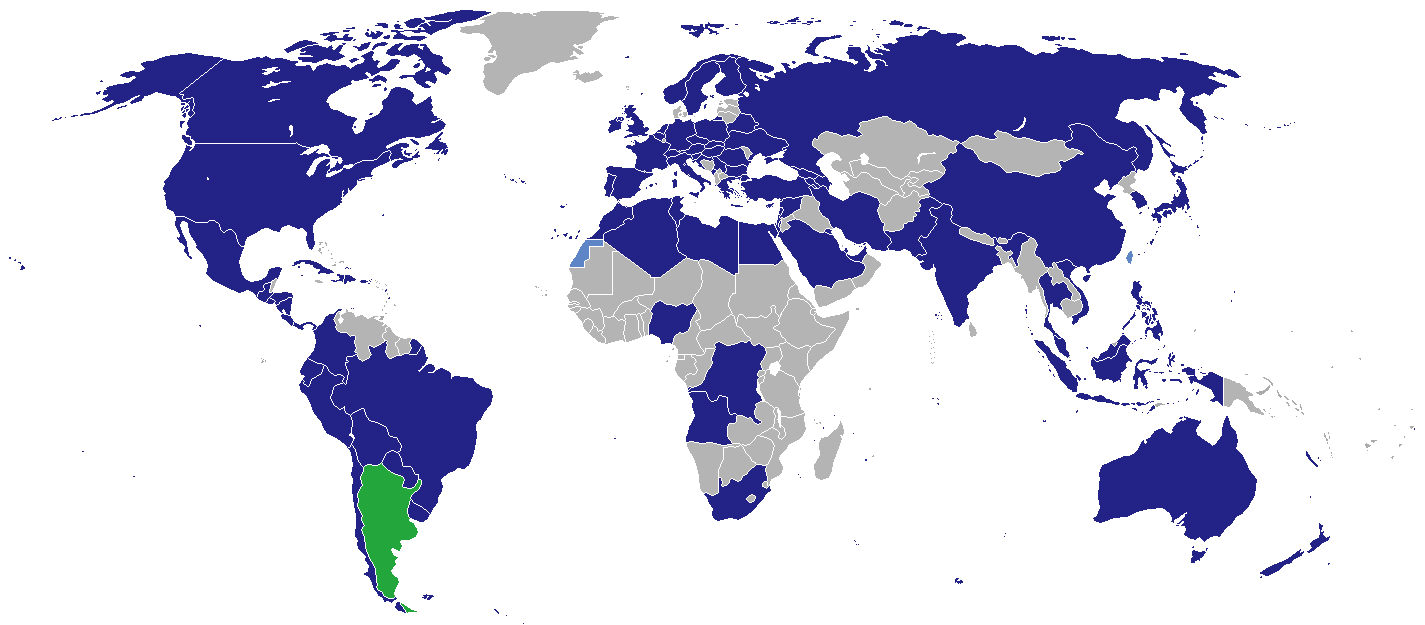
외국공관 유무 현황

수교 현황
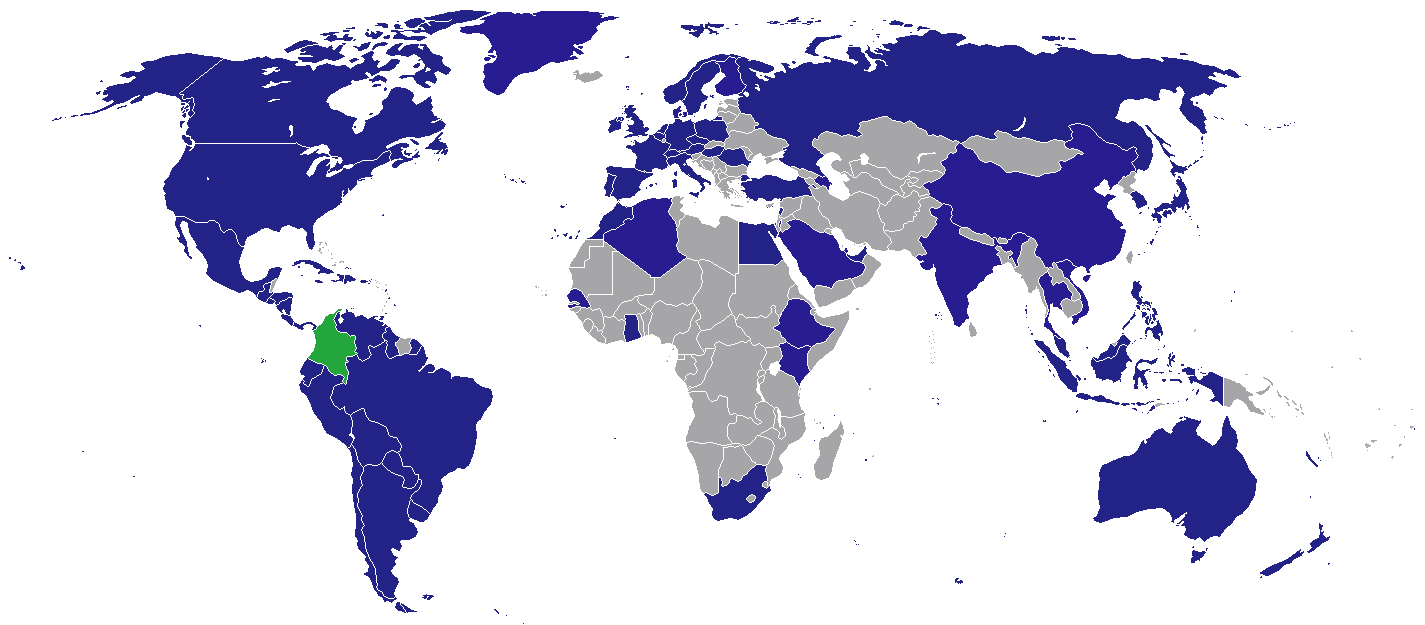
재외공관 설치 현황
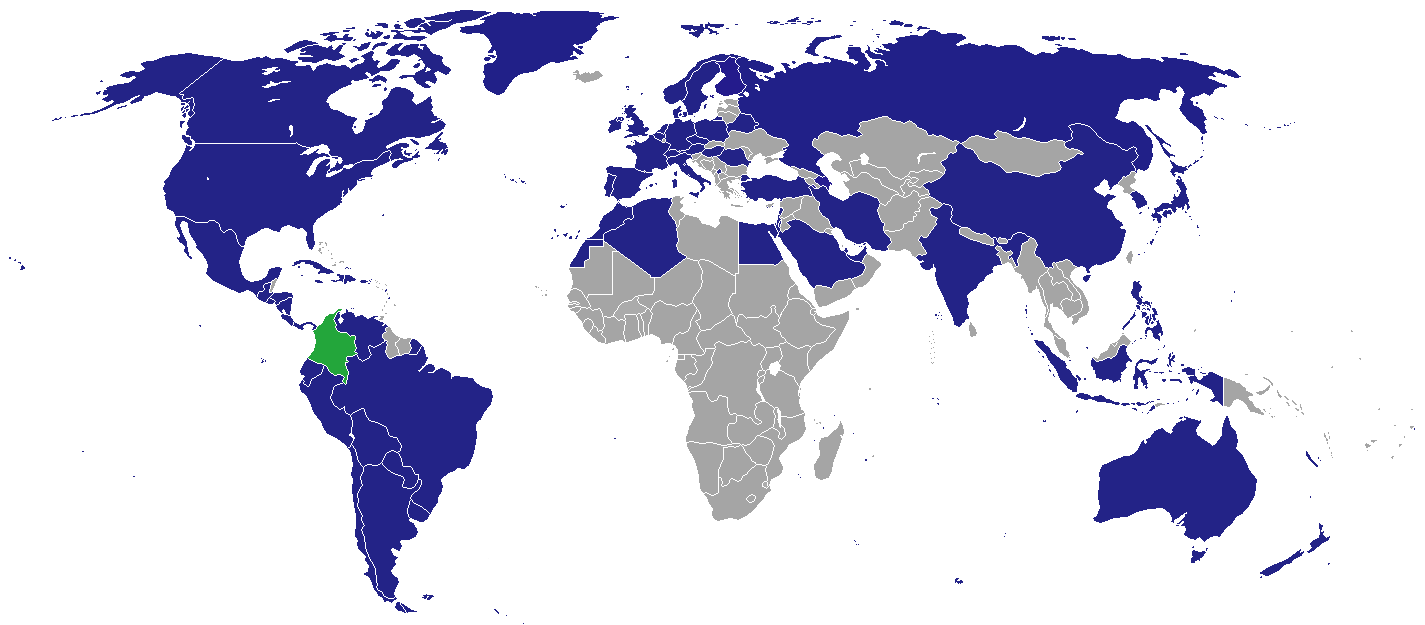
외국공관 유무 현황

수교 현황
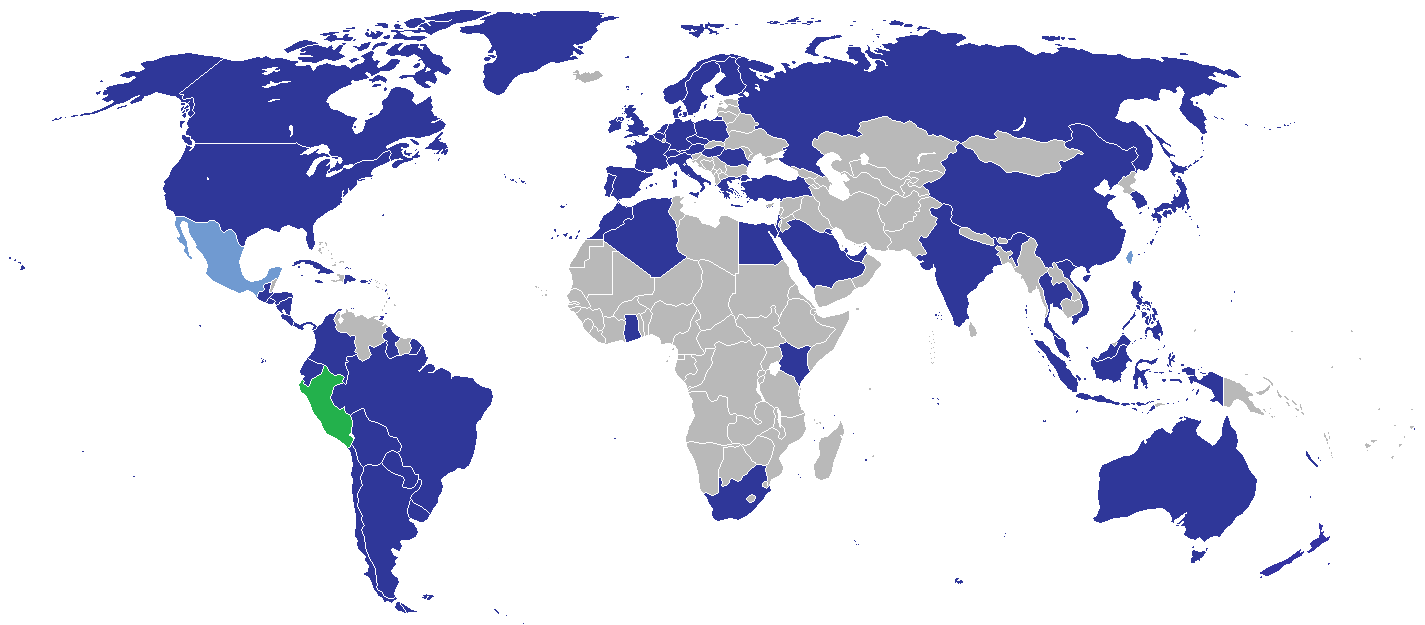
재외공관 설치 현황
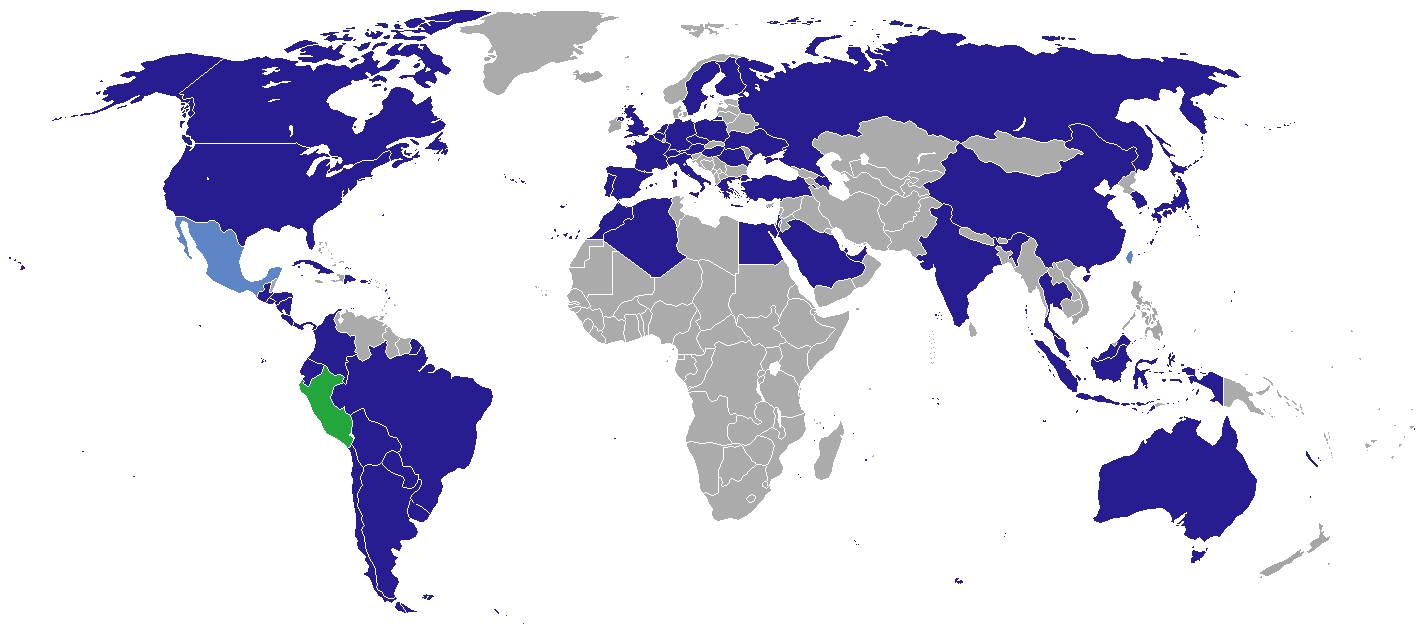
외국공관 유무 현황

수교 현황
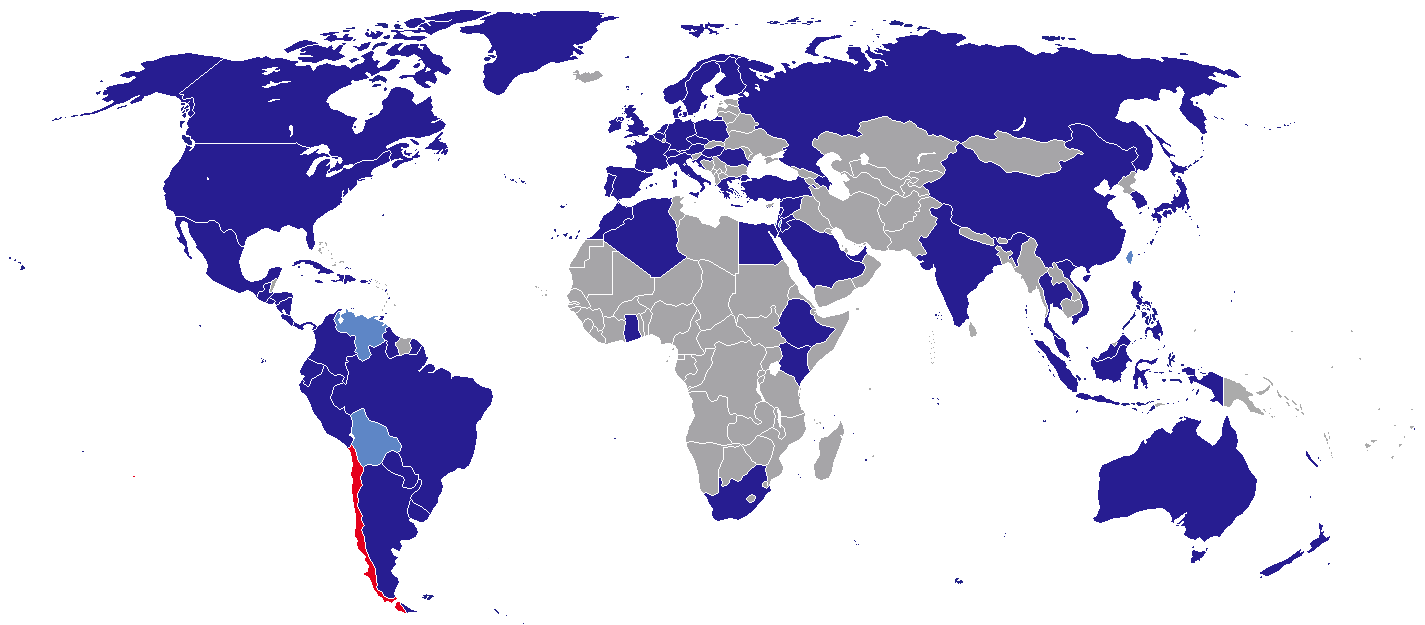
재외공관 설치 현황
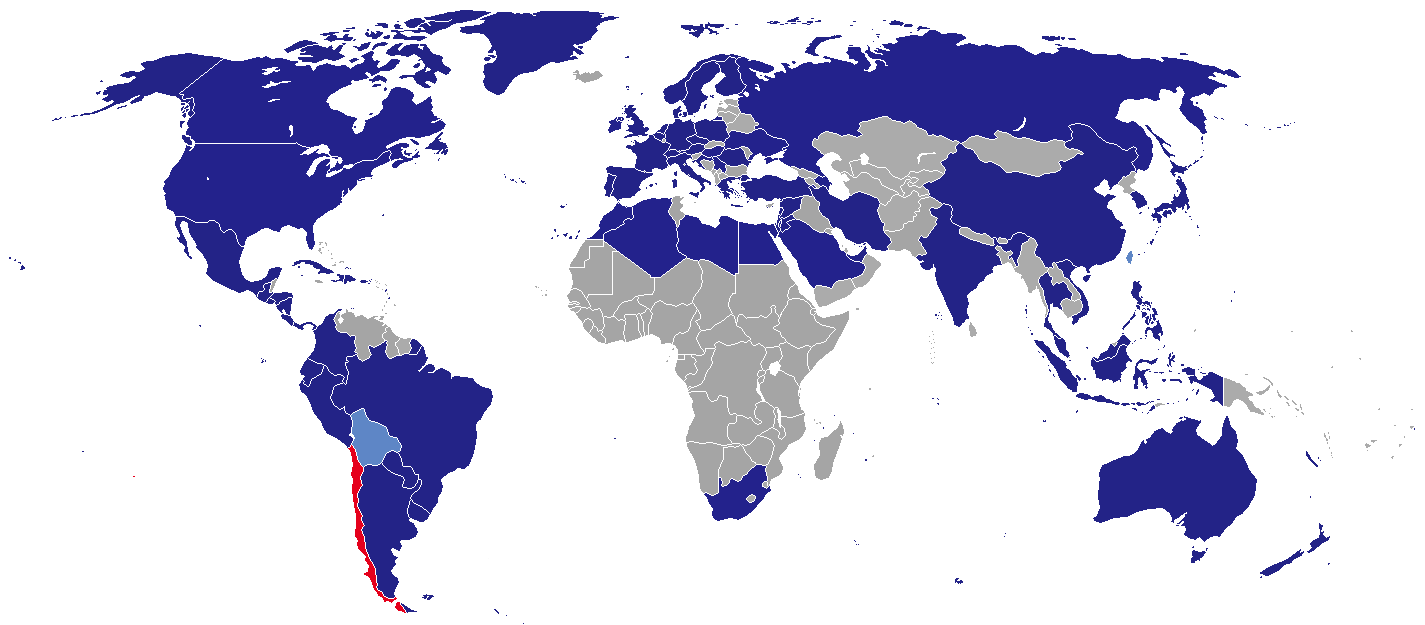
외국공관 유무 현황

수교 현황
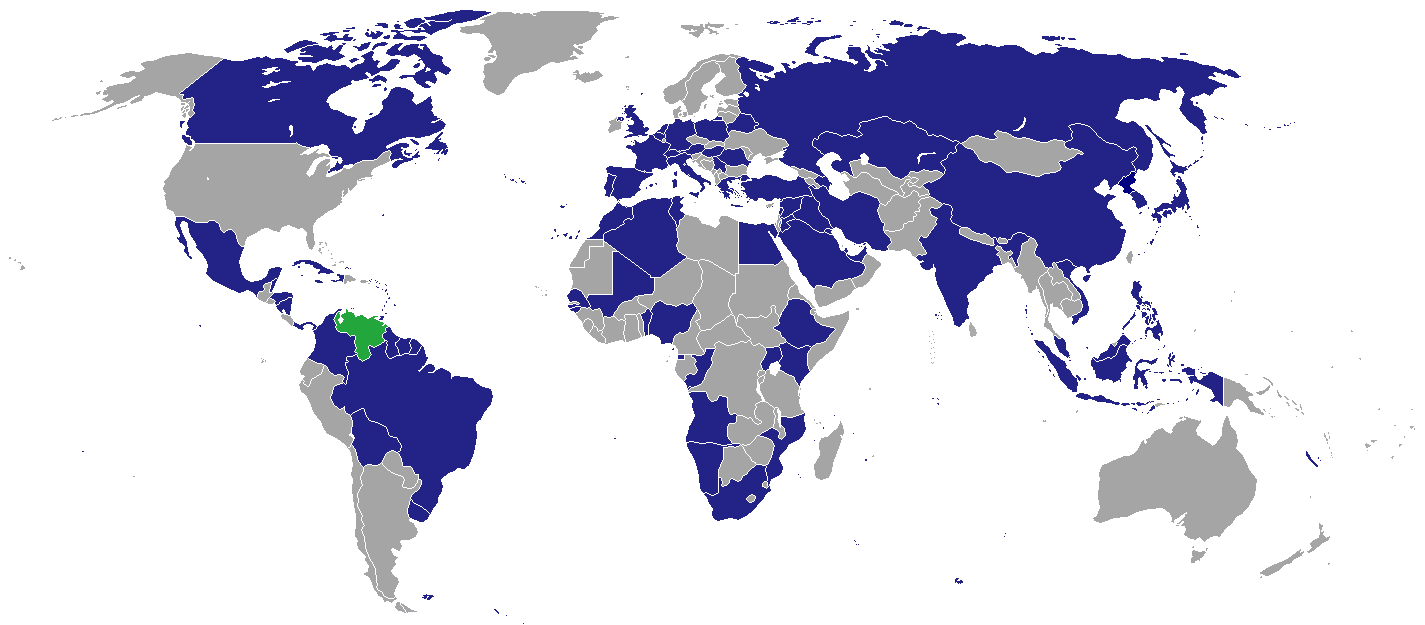
재외공관 설치 현황
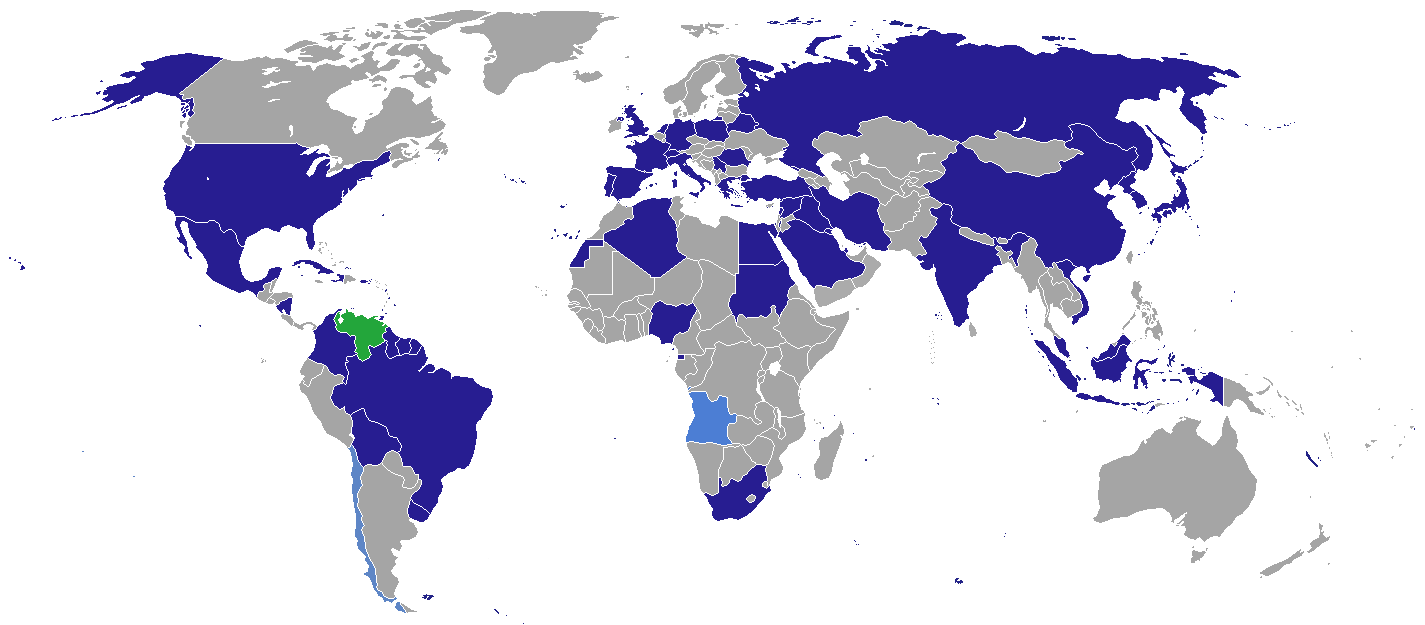
외국공관 유무 현황

수교 현황
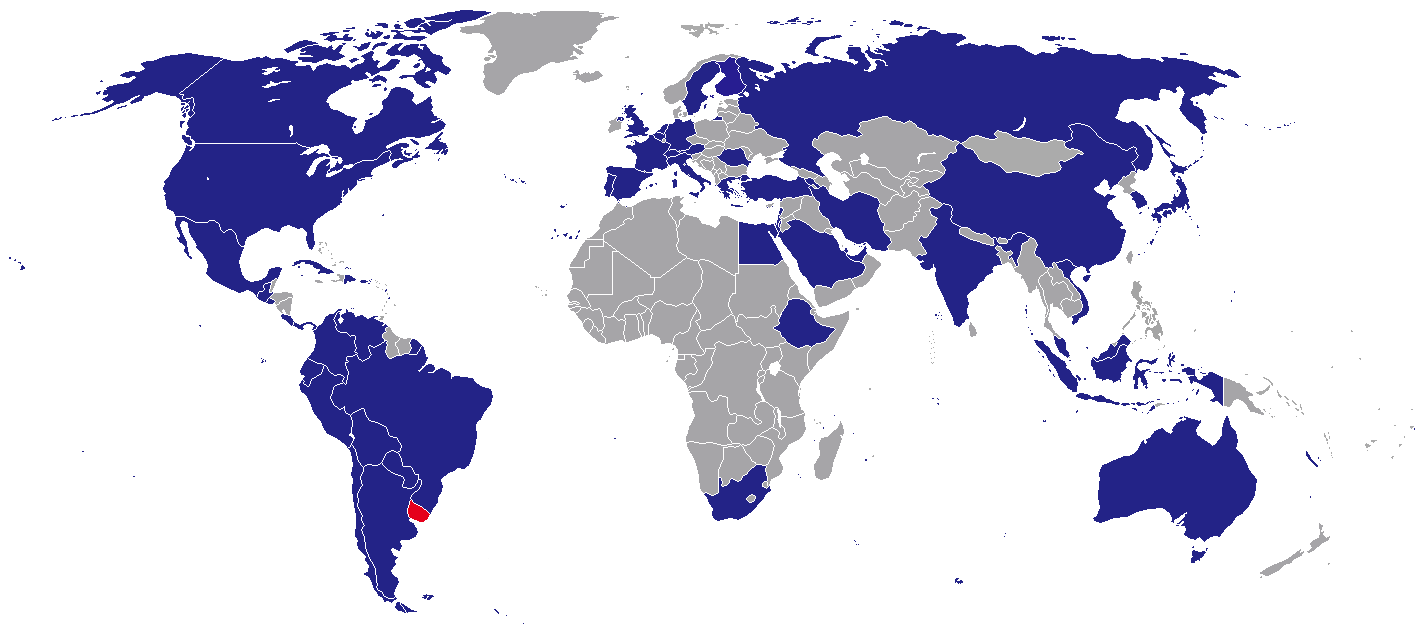
재외공관 설치 현황
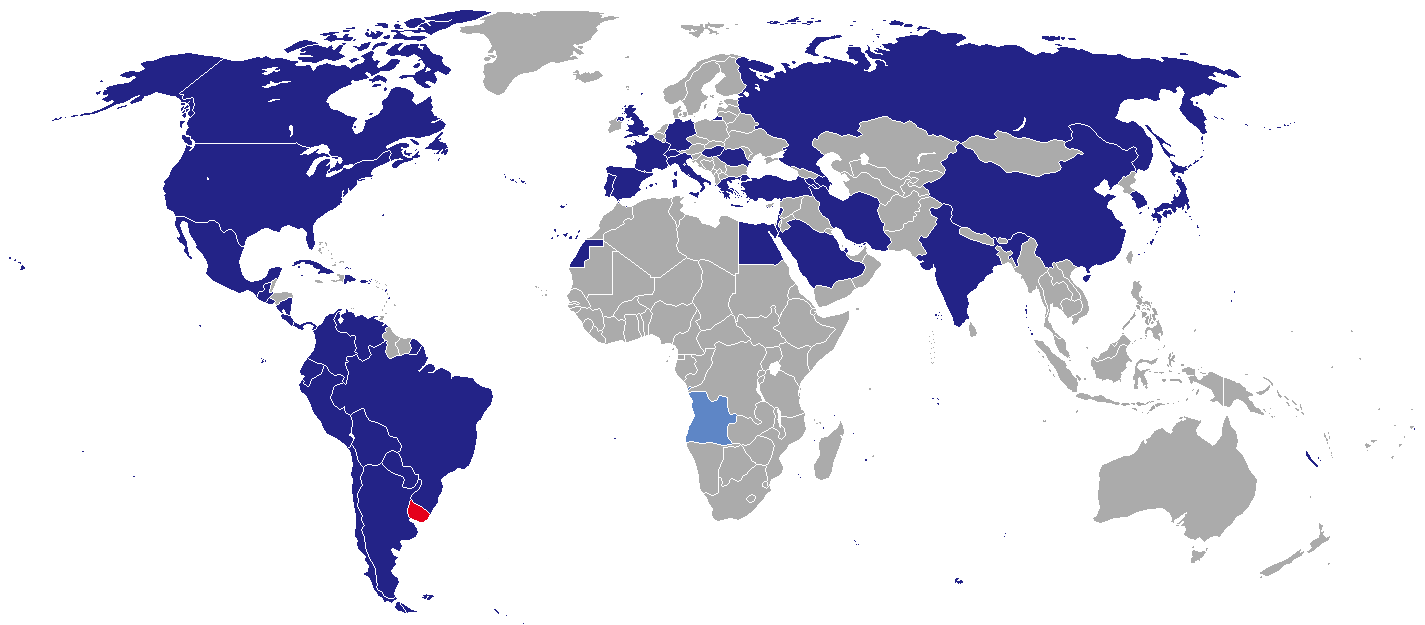
외국공관 유무 현황

수교 현황
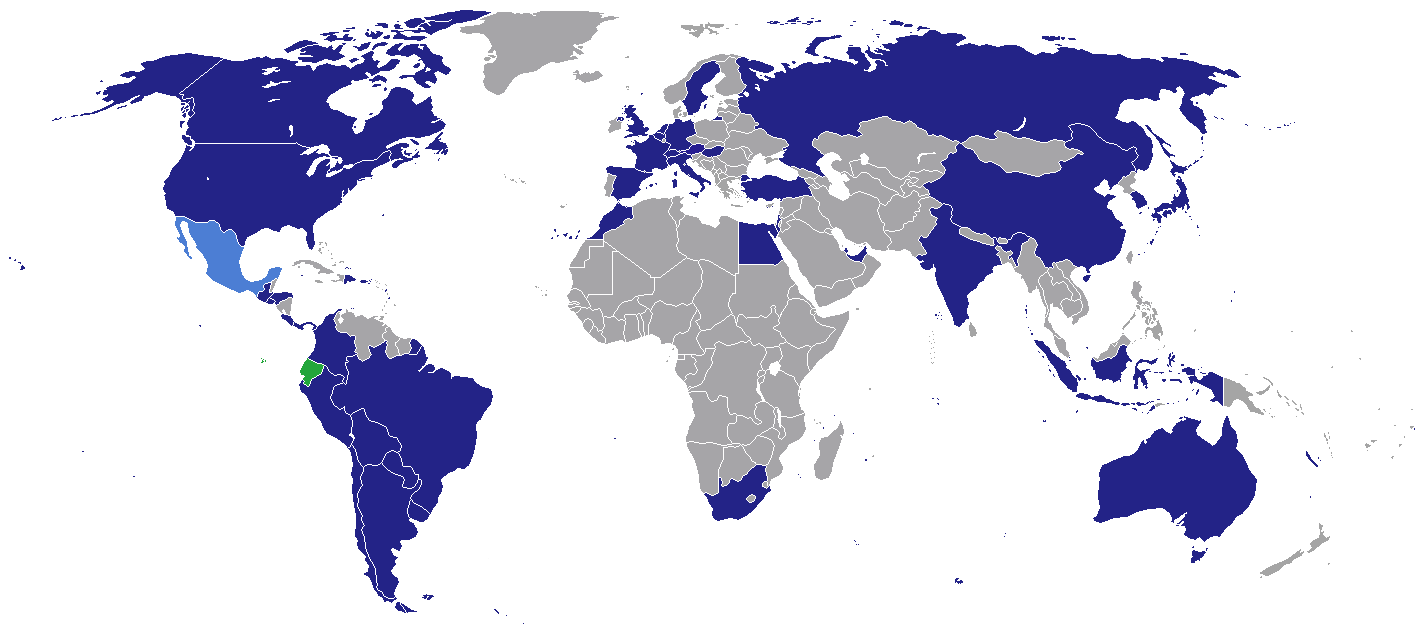
재외공관 설치 현황
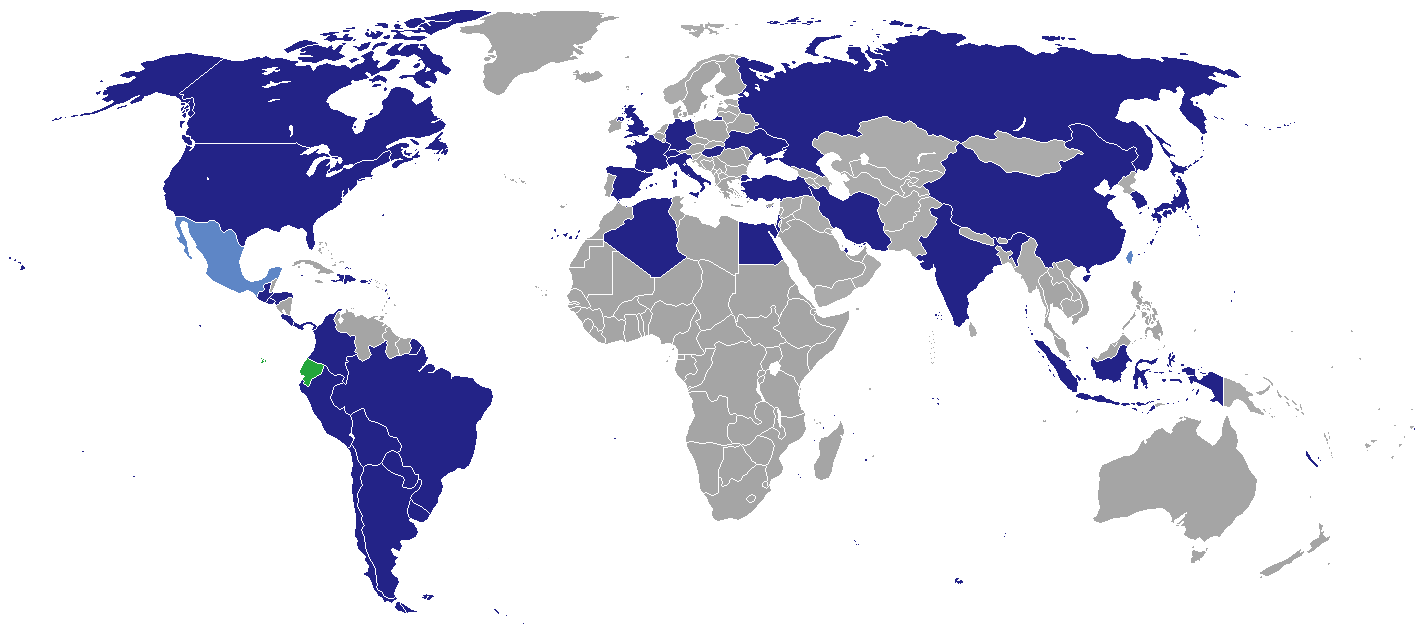
외국공관 유무 현황

수교 현황
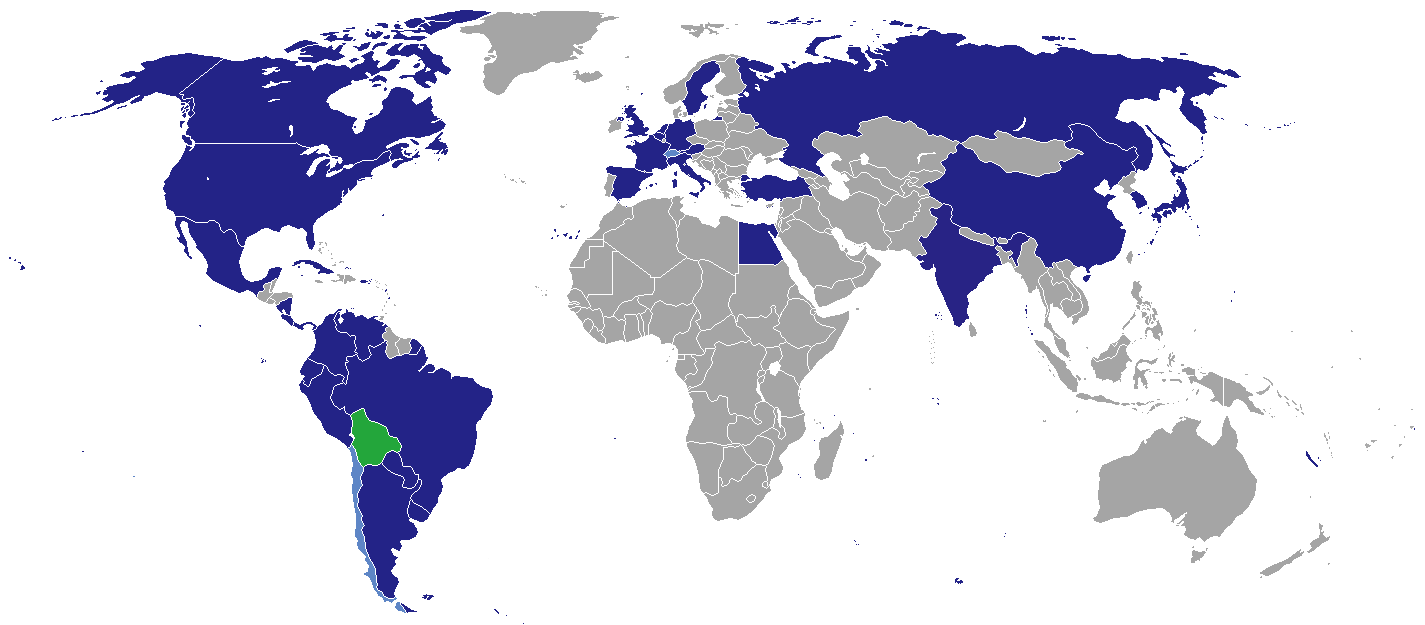
재외공관 설치 현황
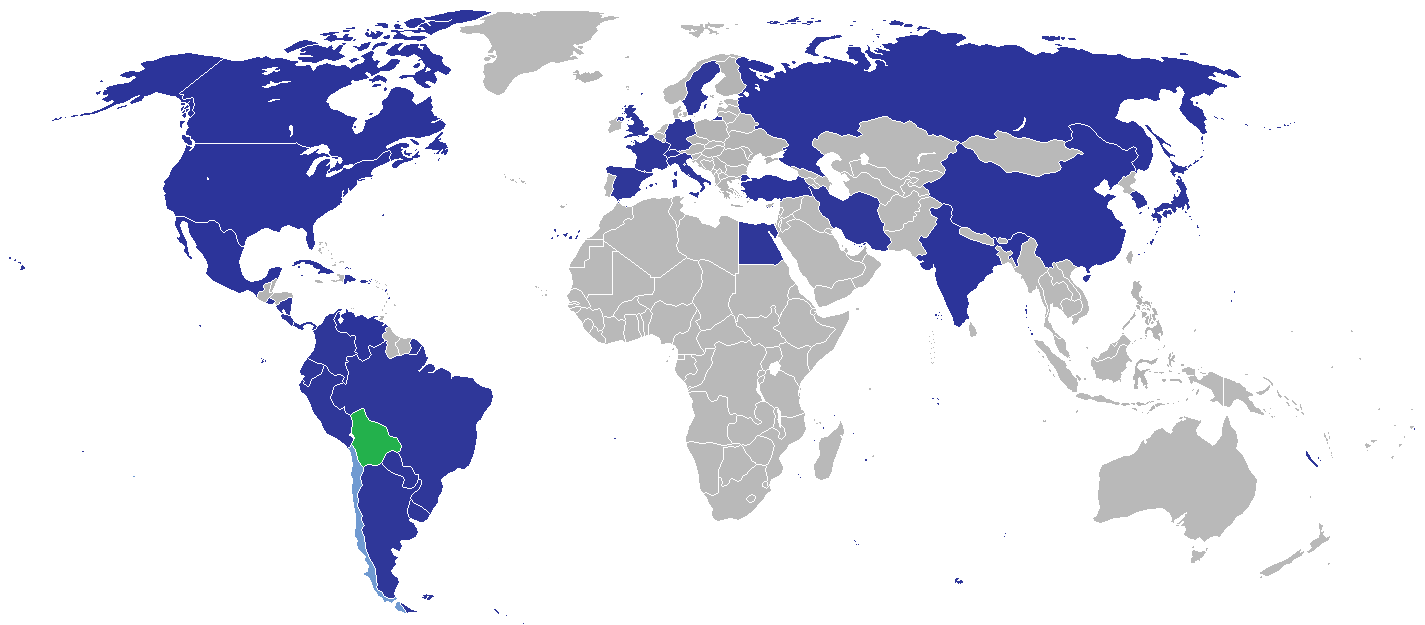
외국공관 유무 현황

수교 현황
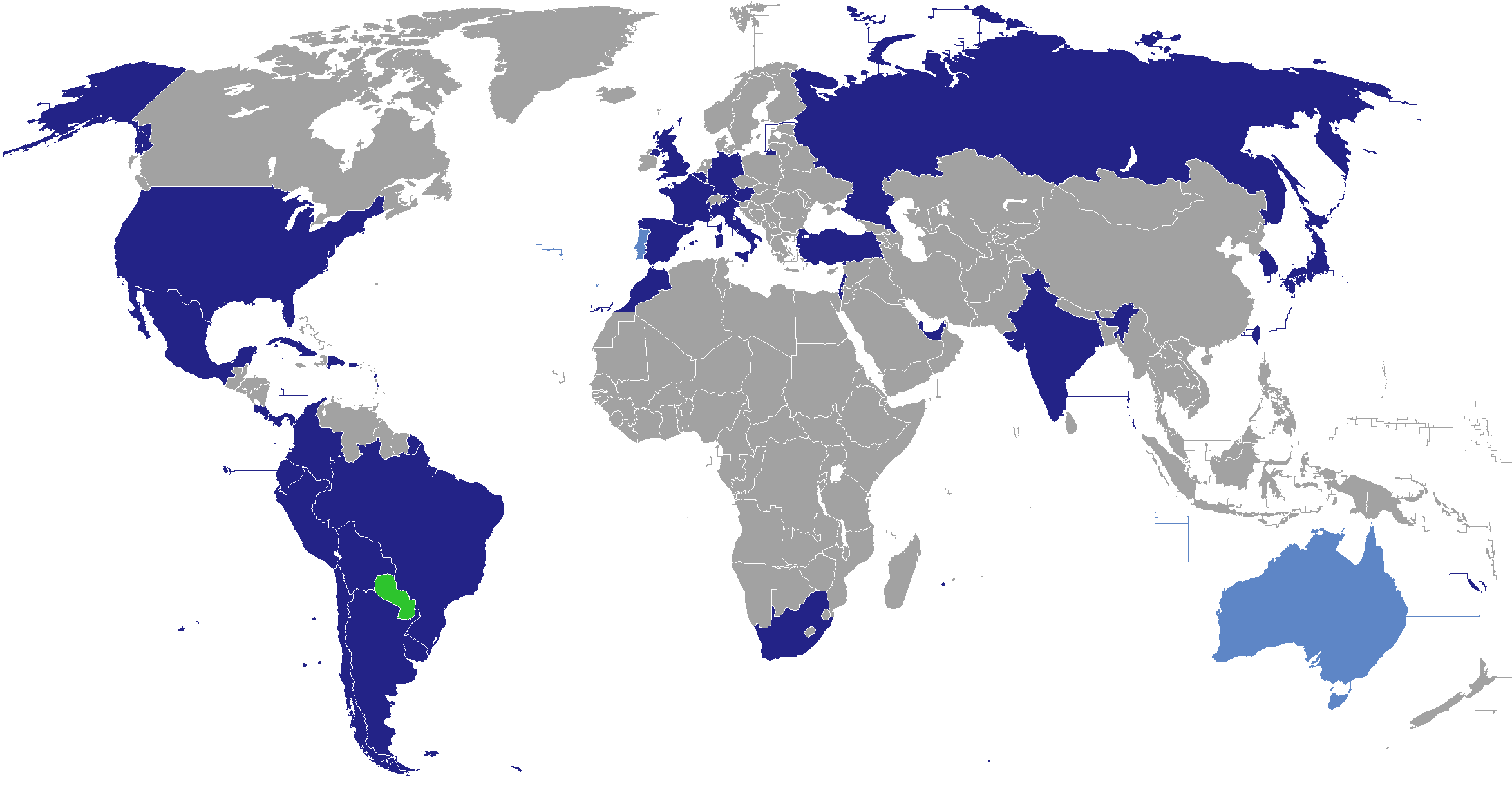
재외공관 설치 현황
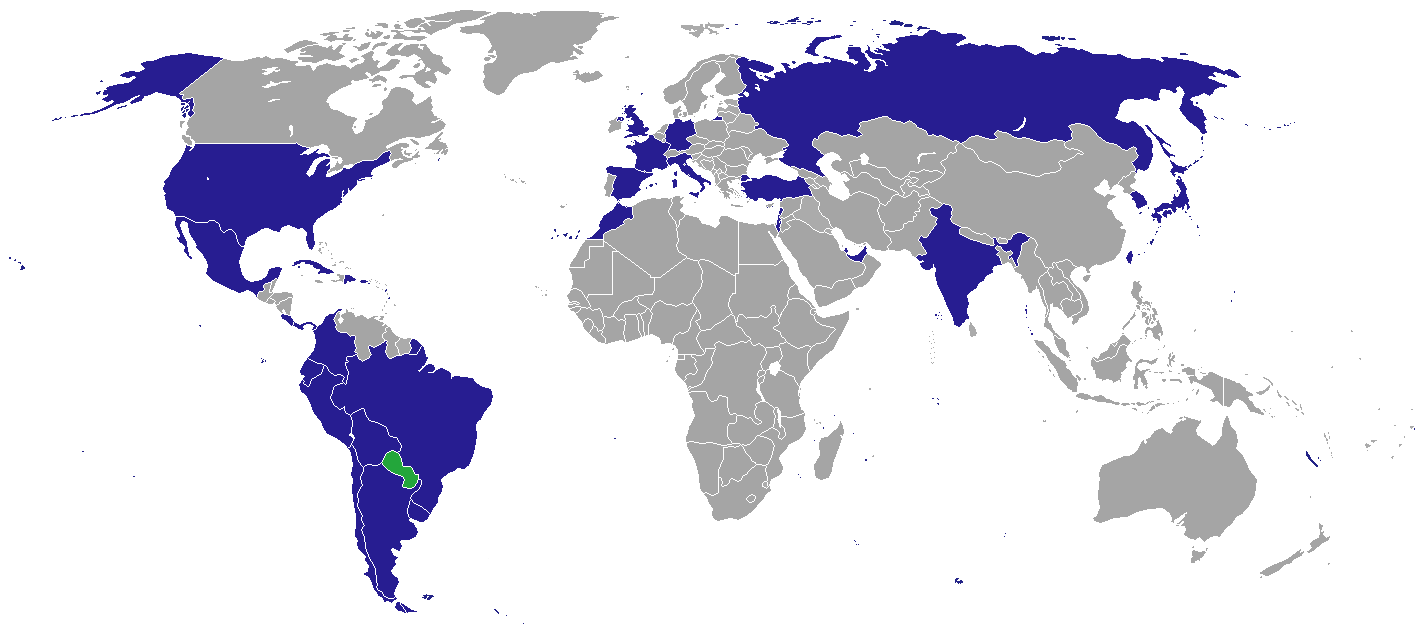
외국공관 유무 현황

수교 현황
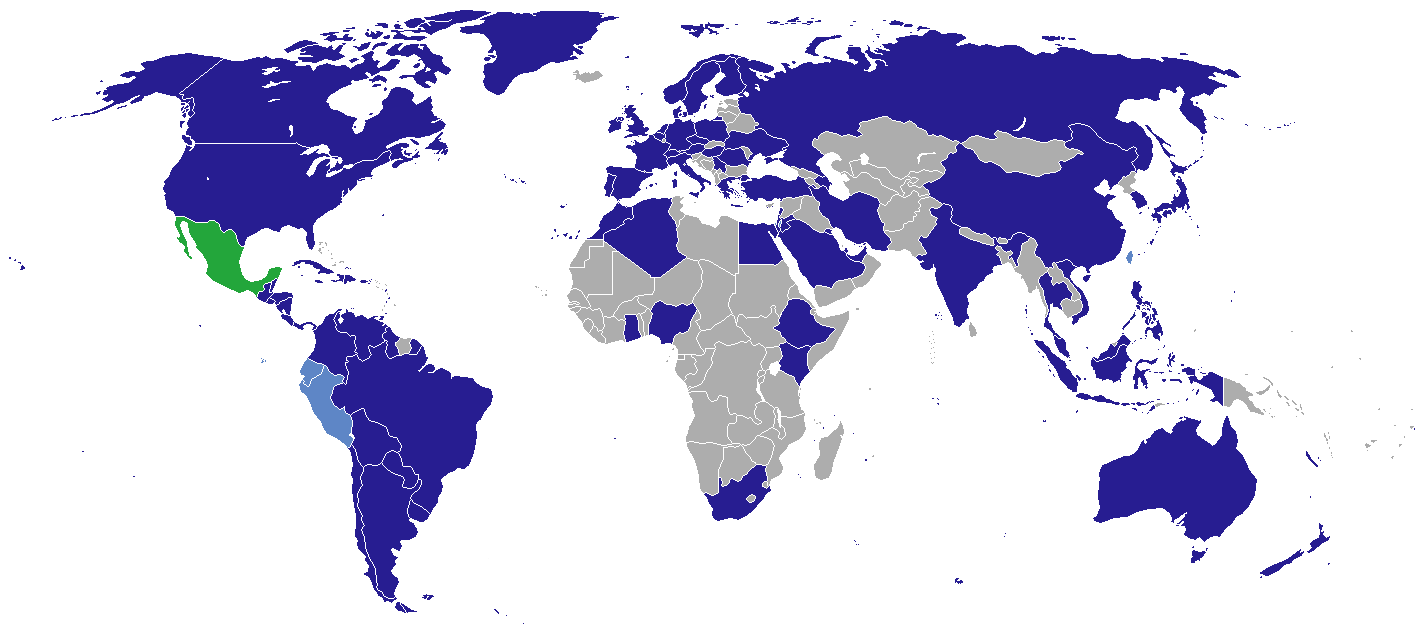
재외공관 설치 현황
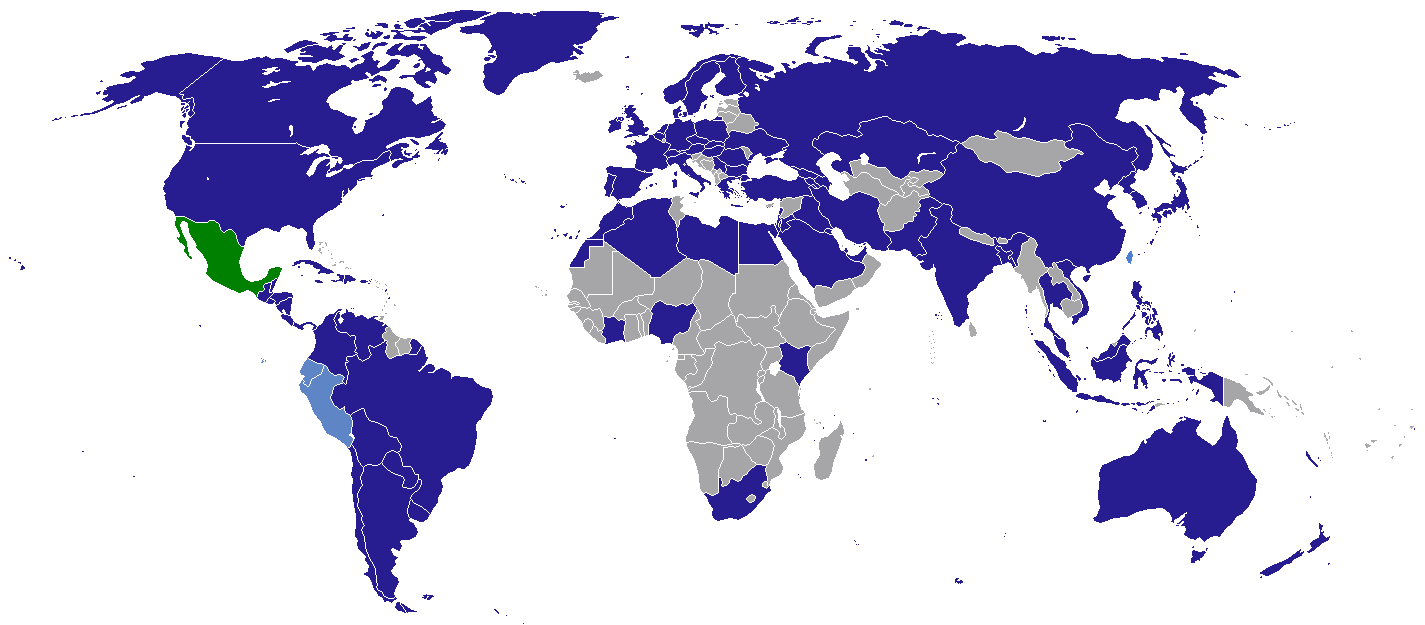
외국공관 유무 현황

수교 현황
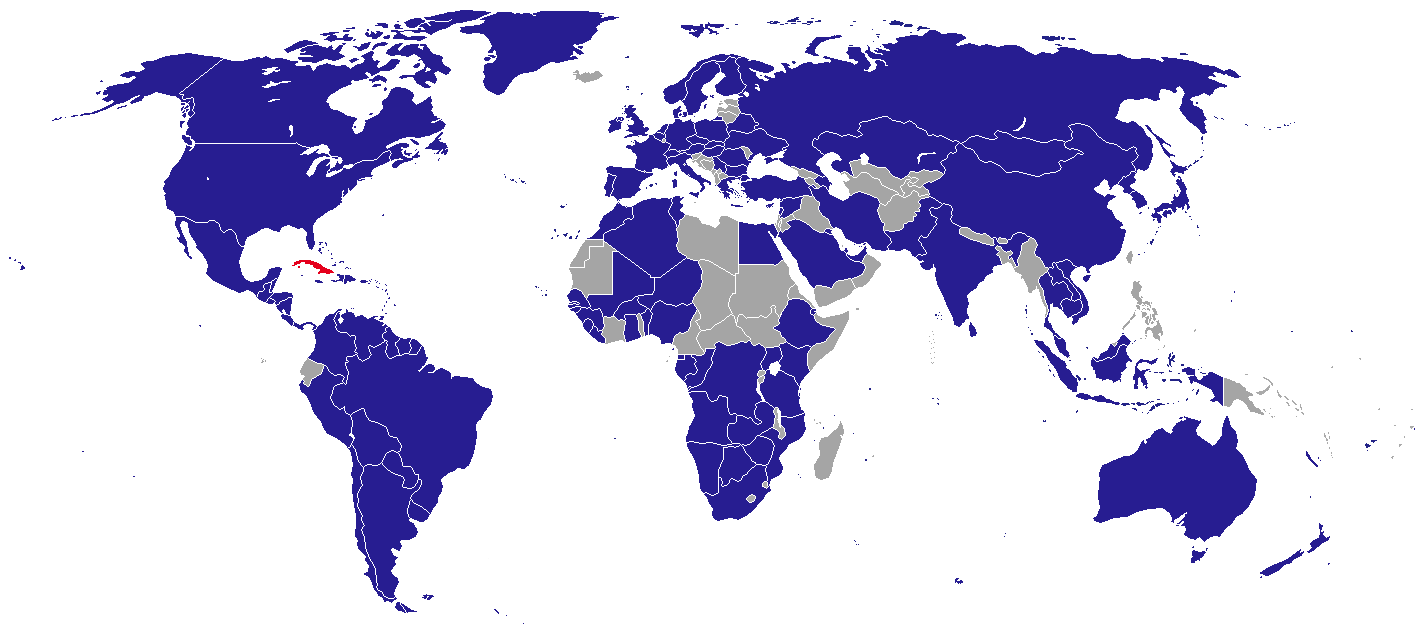
재외공관 설치 현황
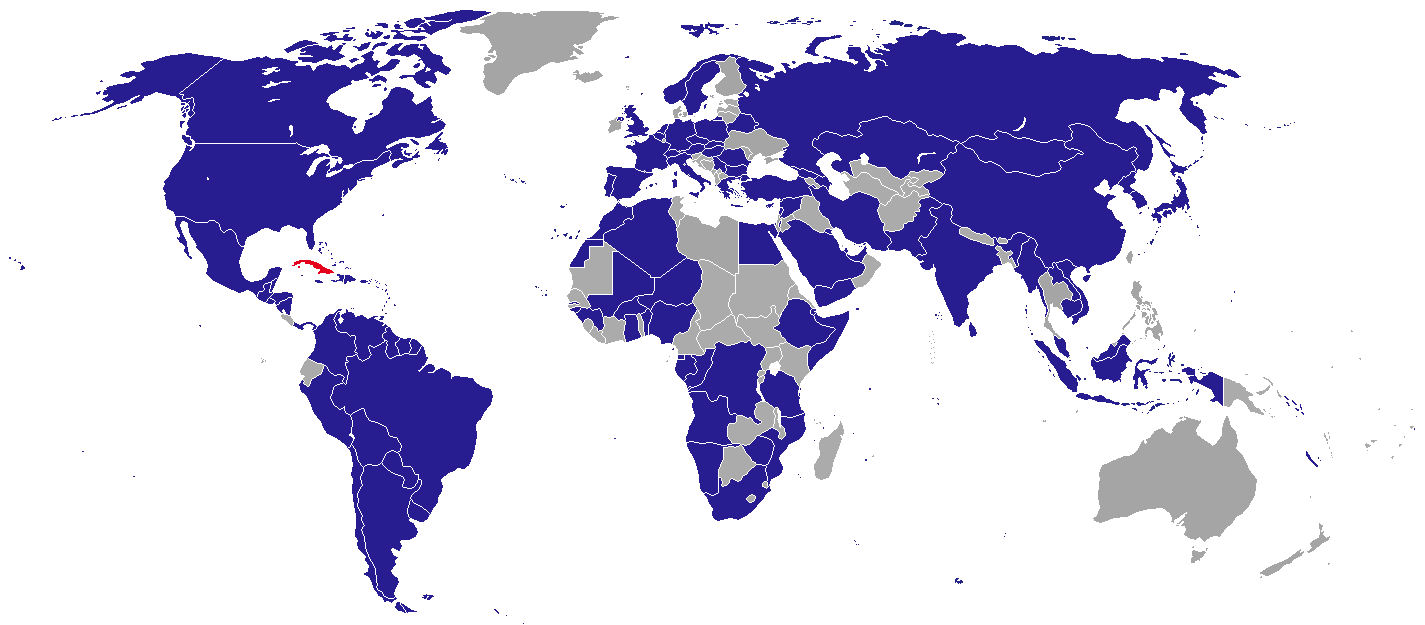
외국공관 유무 현황

수교 현황
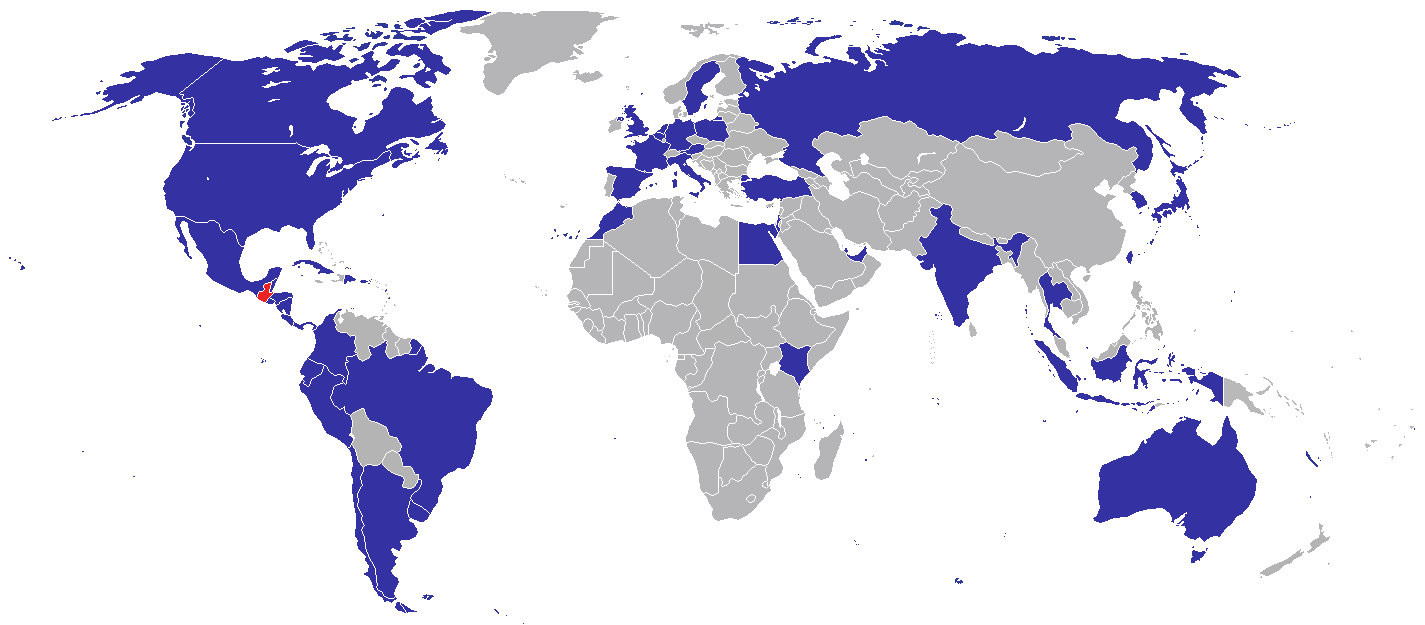
재외공관 설치 현황
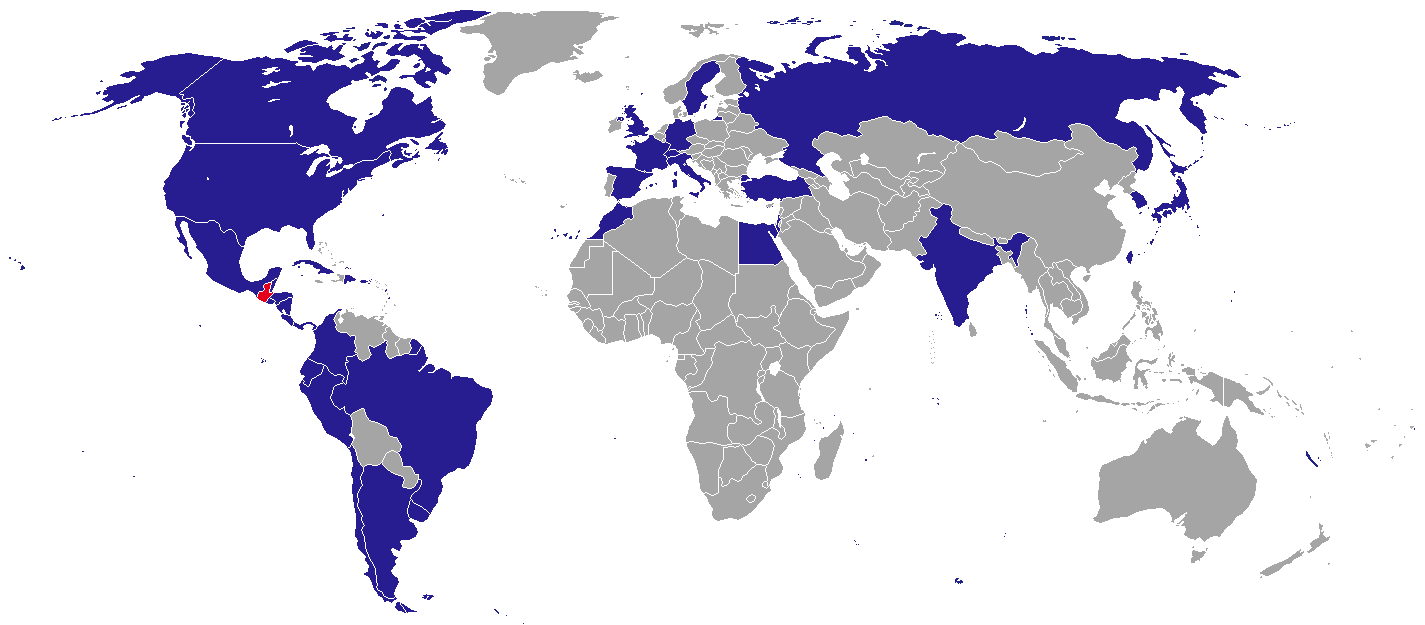
외국공관 유무 현황

수교 현황
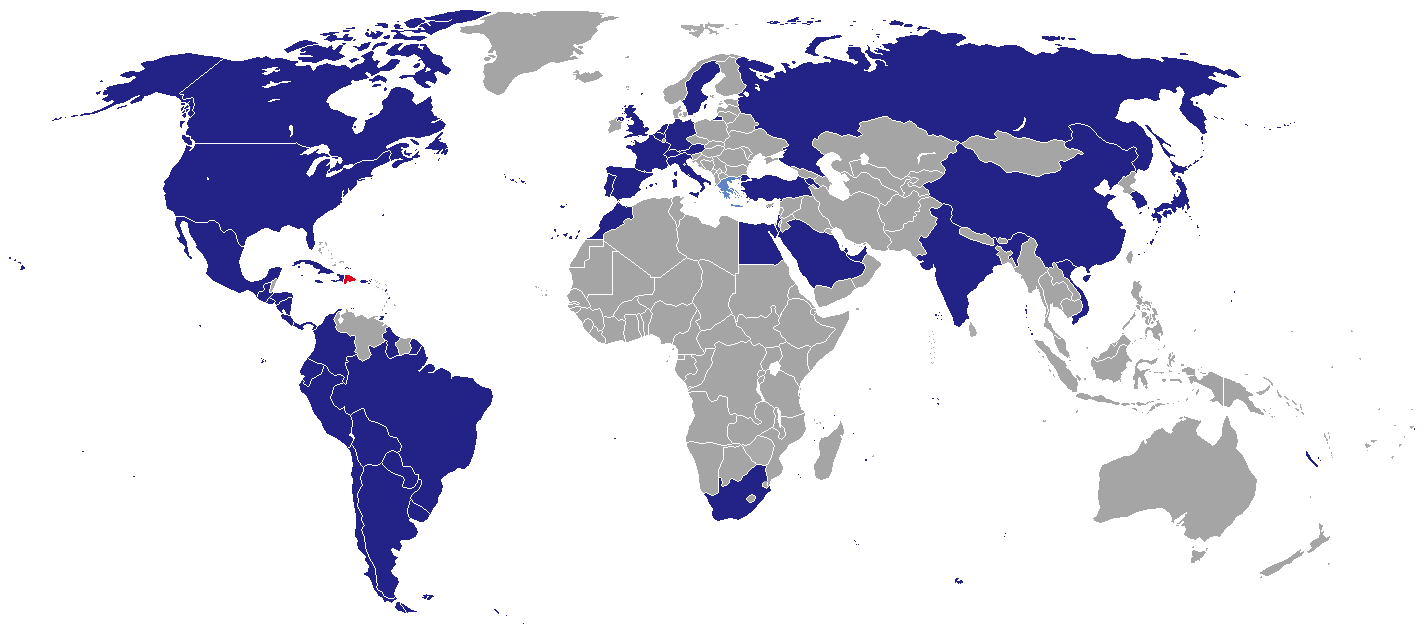
재외공관 설치 현황
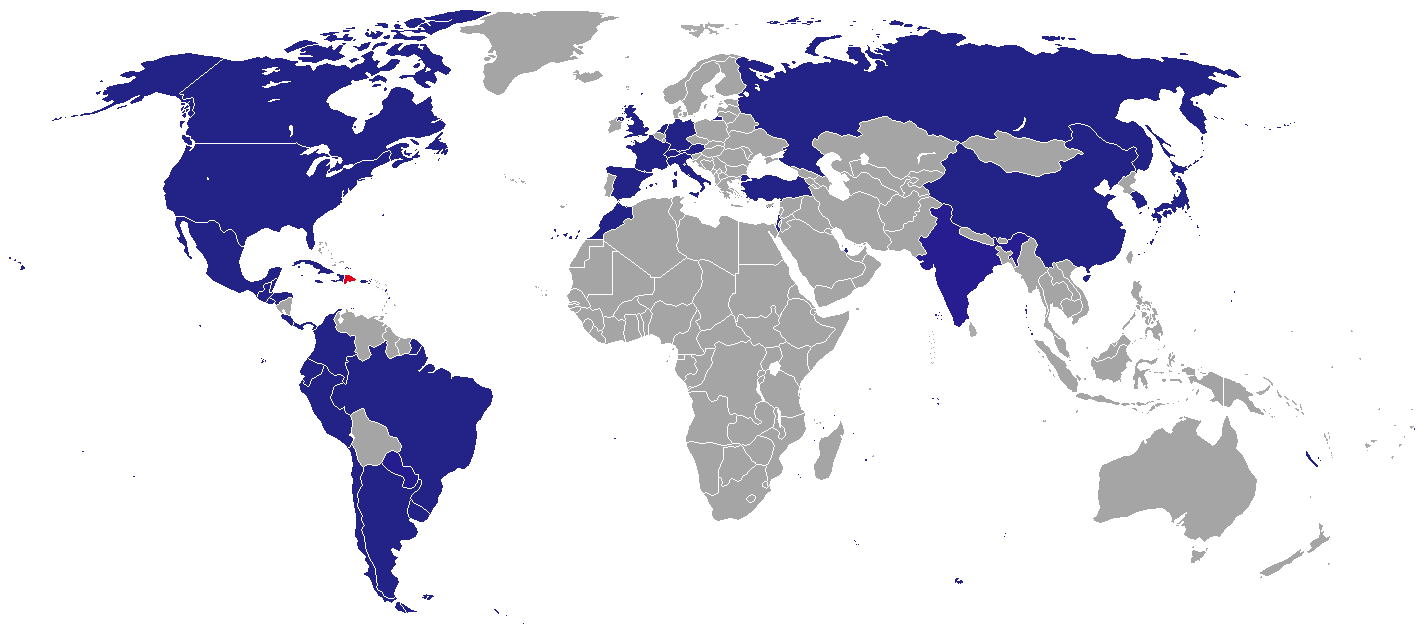
외국공관 유무 현황

수교 현황
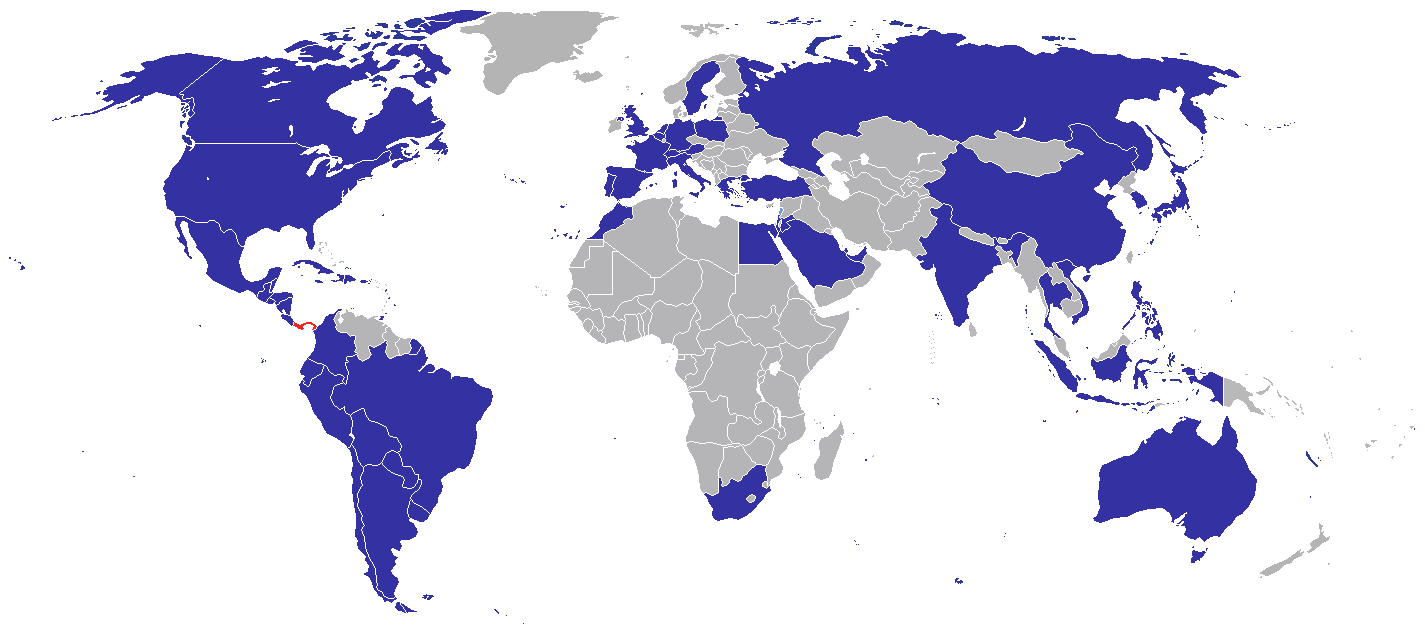
재외공관 설치 현황
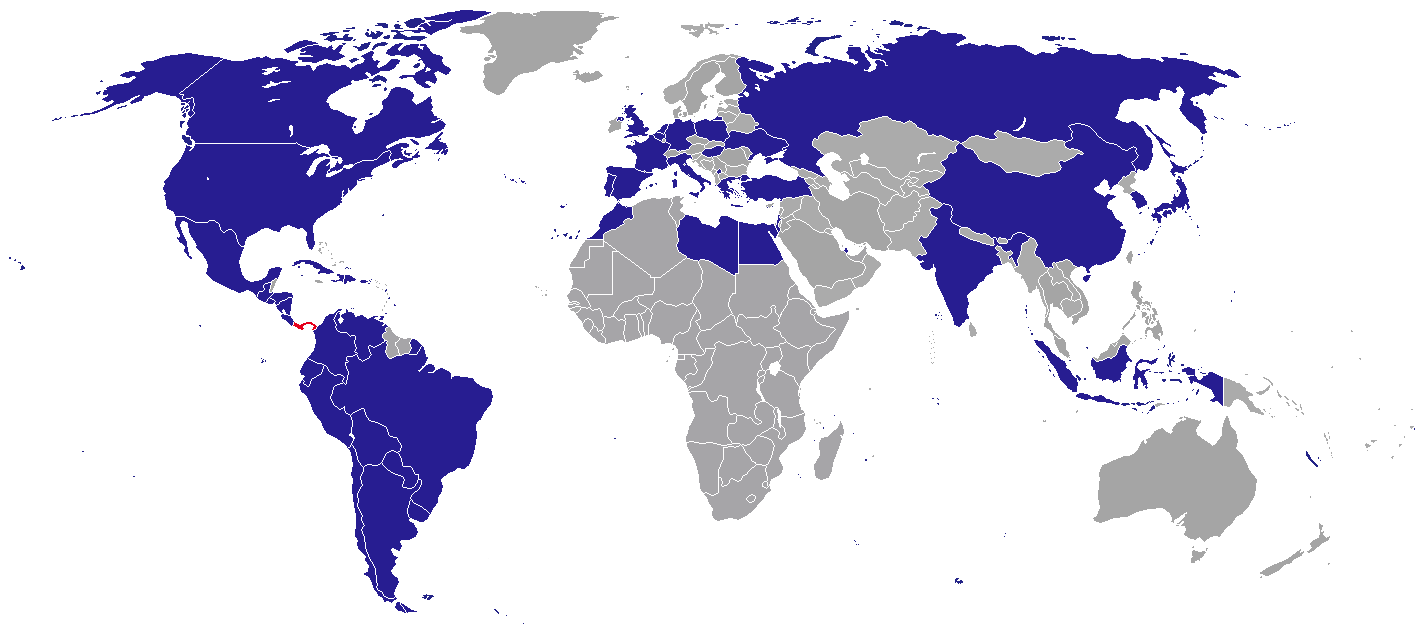
외국공관 유무 현황

수교 현황
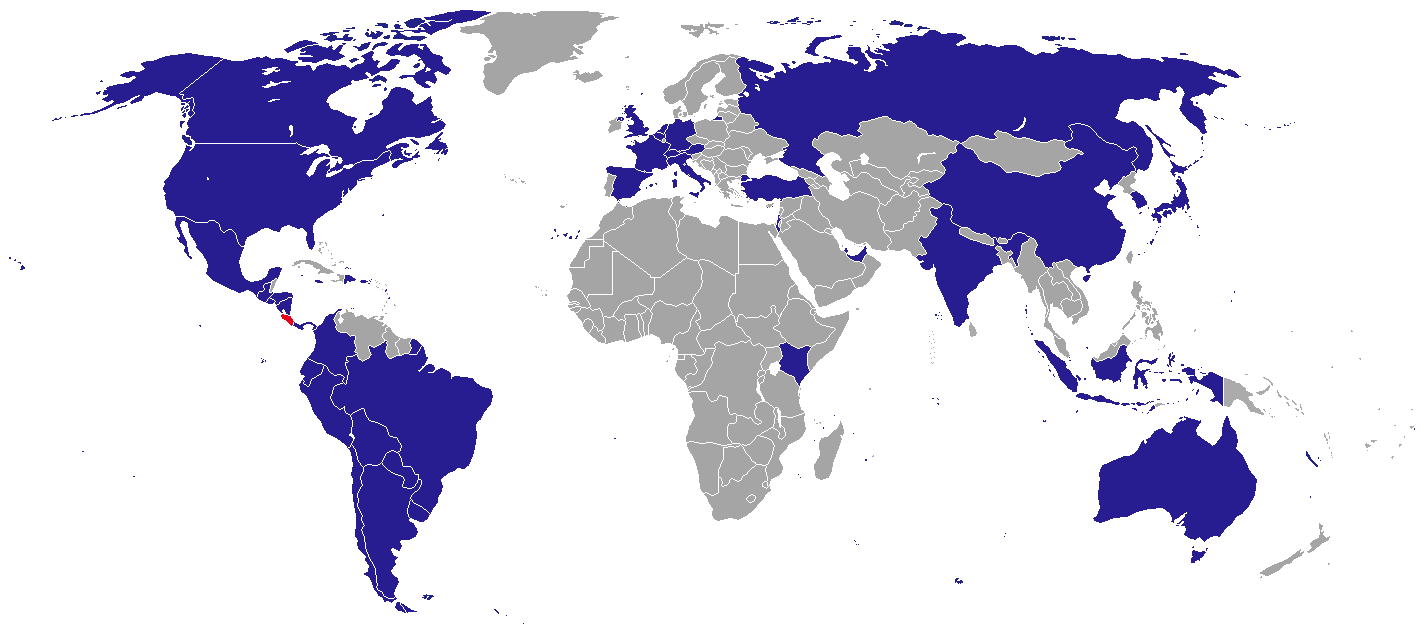
재외공관 설치 현황
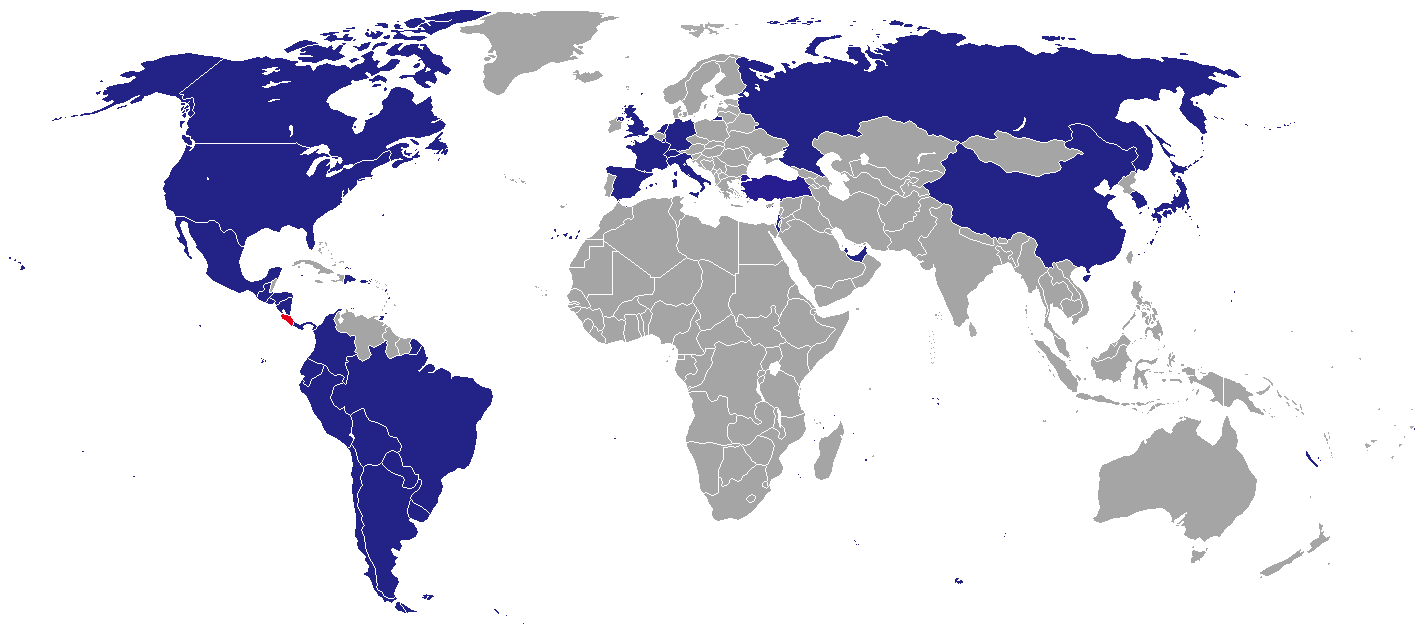
외국공관 유무 현황

수교 현황
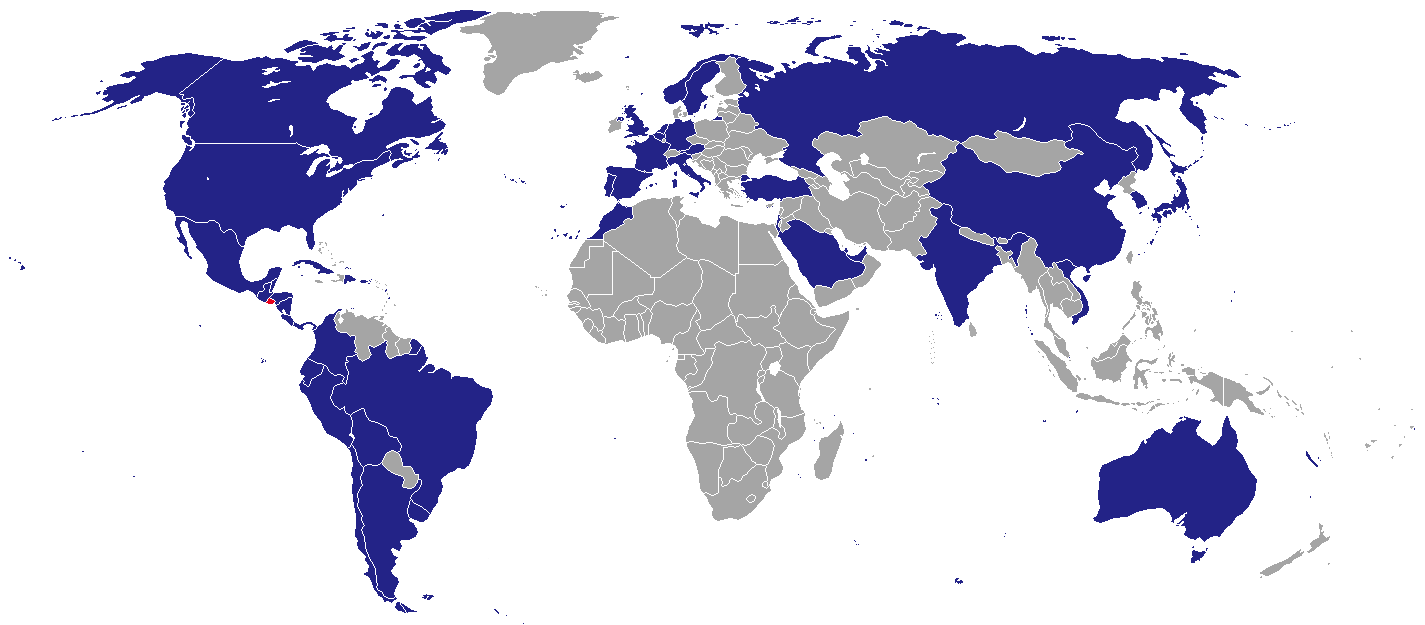
재외공관 설치 현황
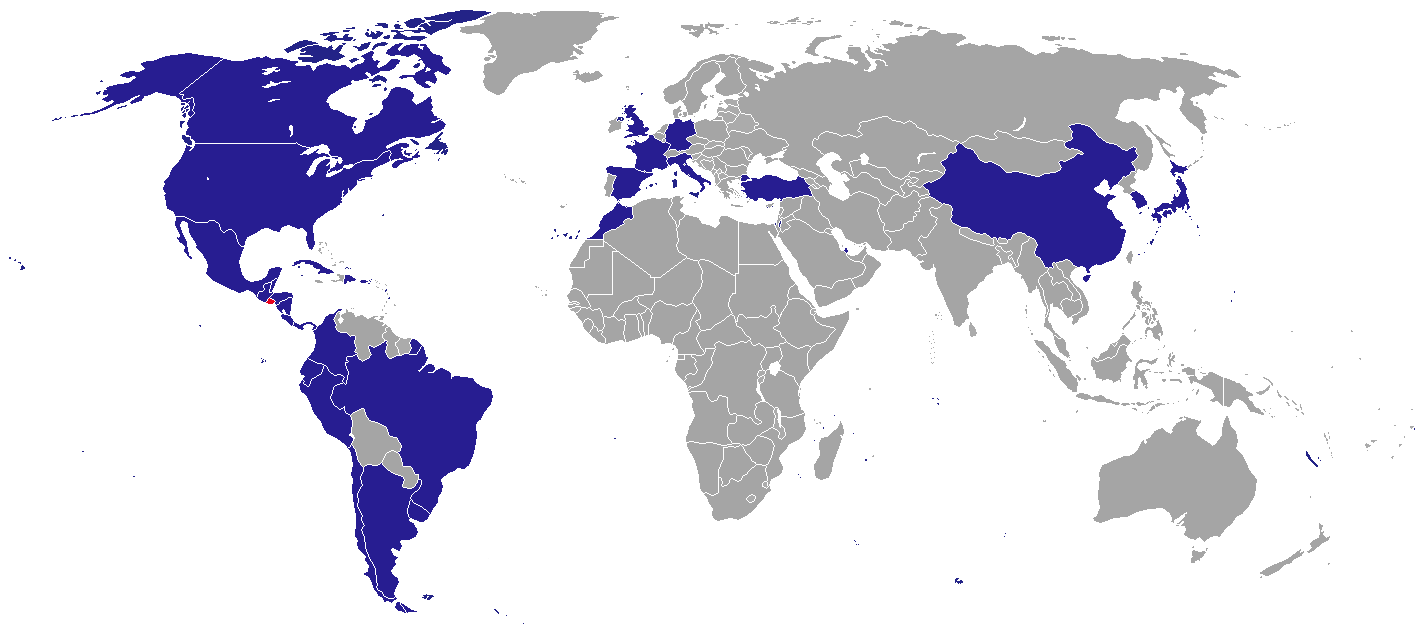
외국공관 유무 현황

수교 현황
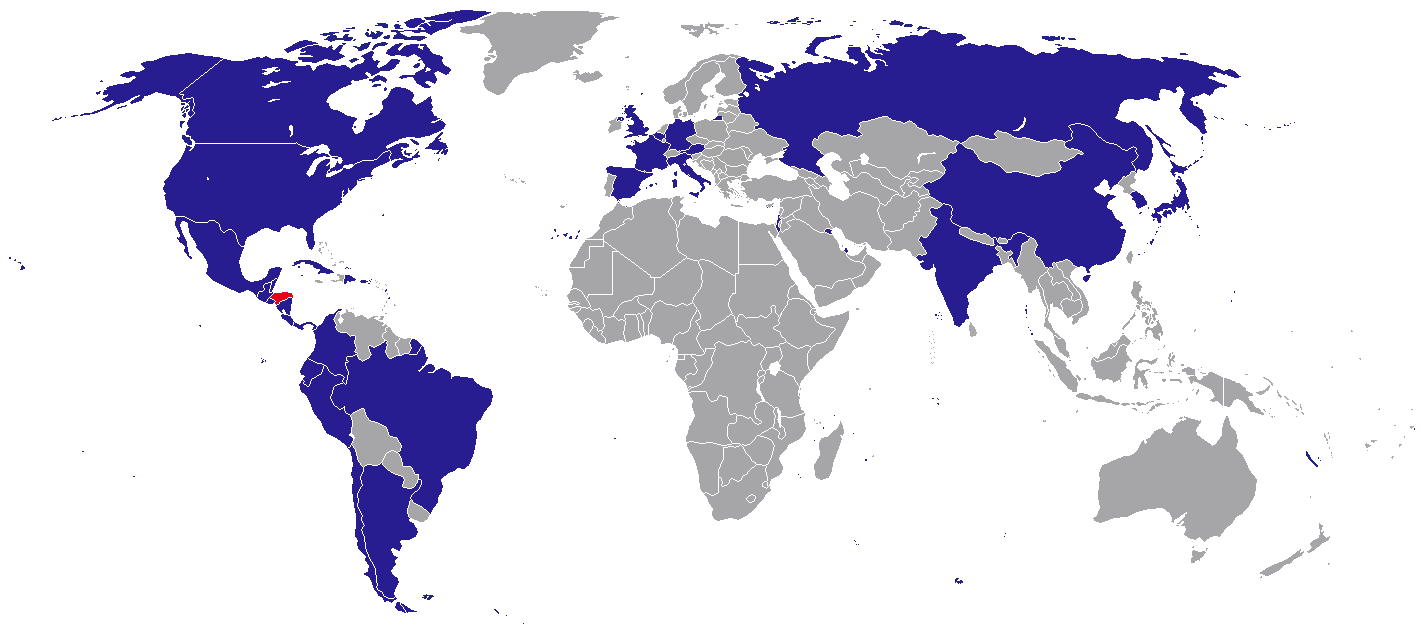
재외공관 설치 현황
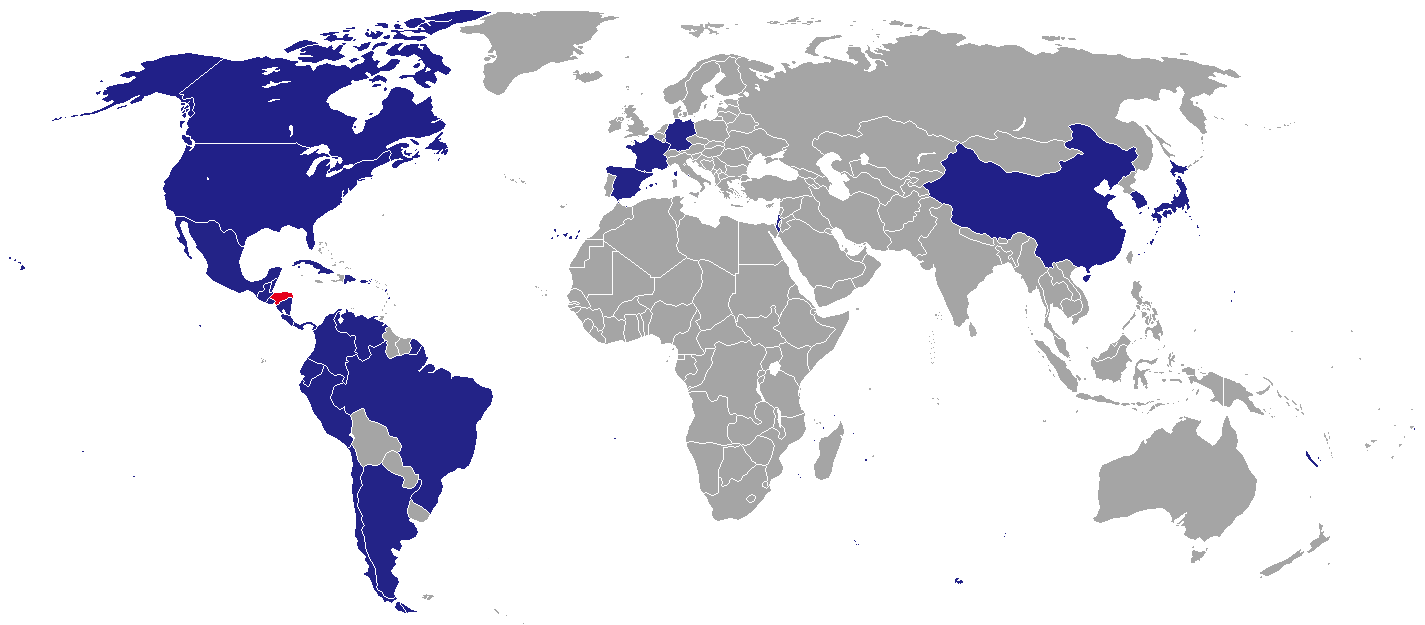
외국공관 유무 현황

수교 현황
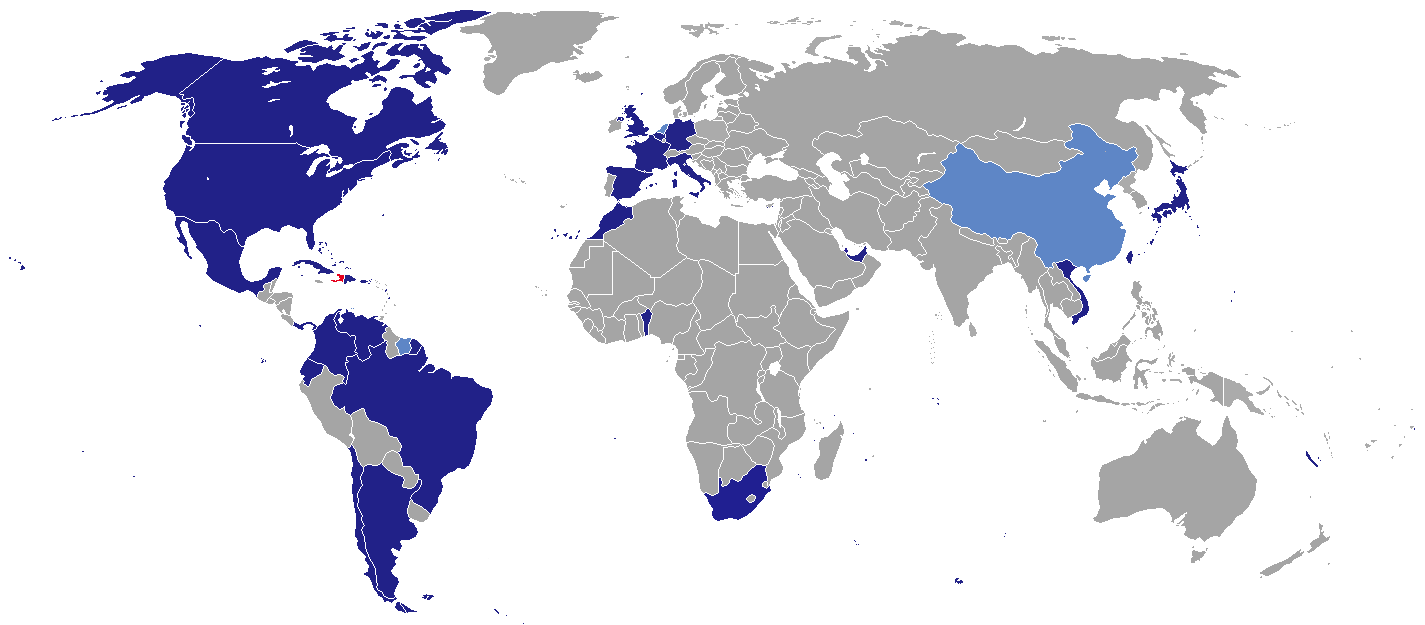
재외공관 설치 현황
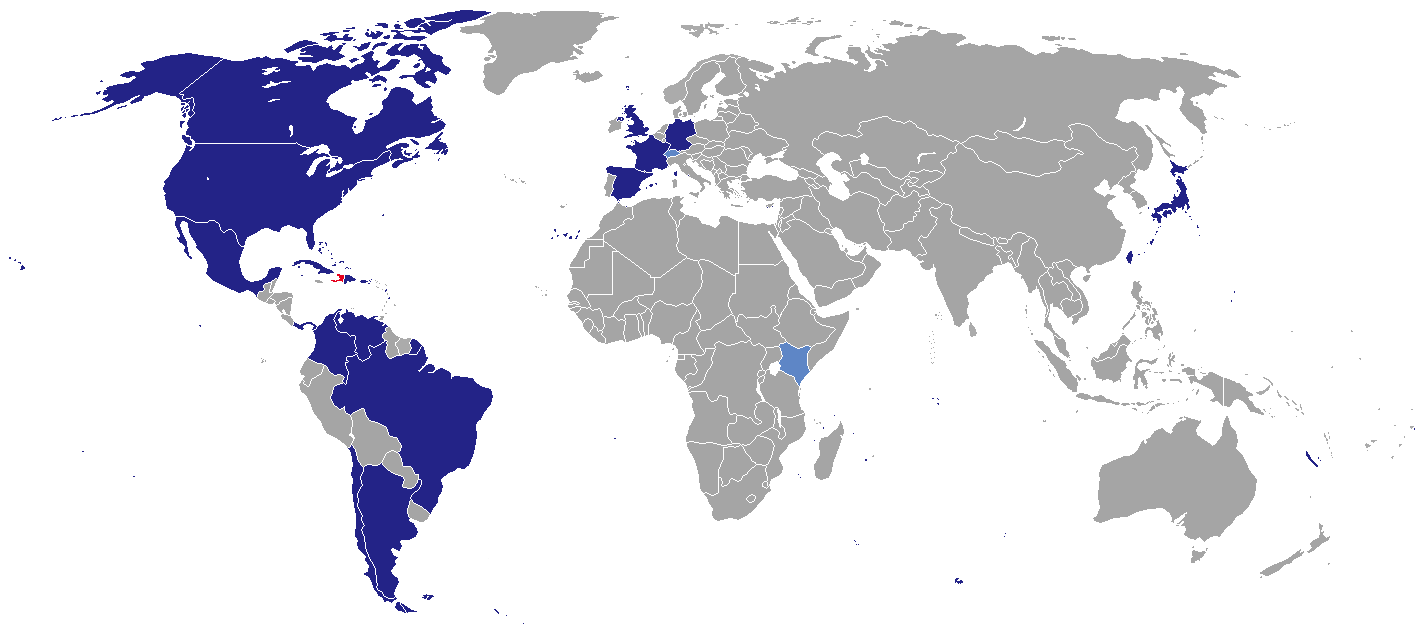
외국공관 유무 현황

수교 현황
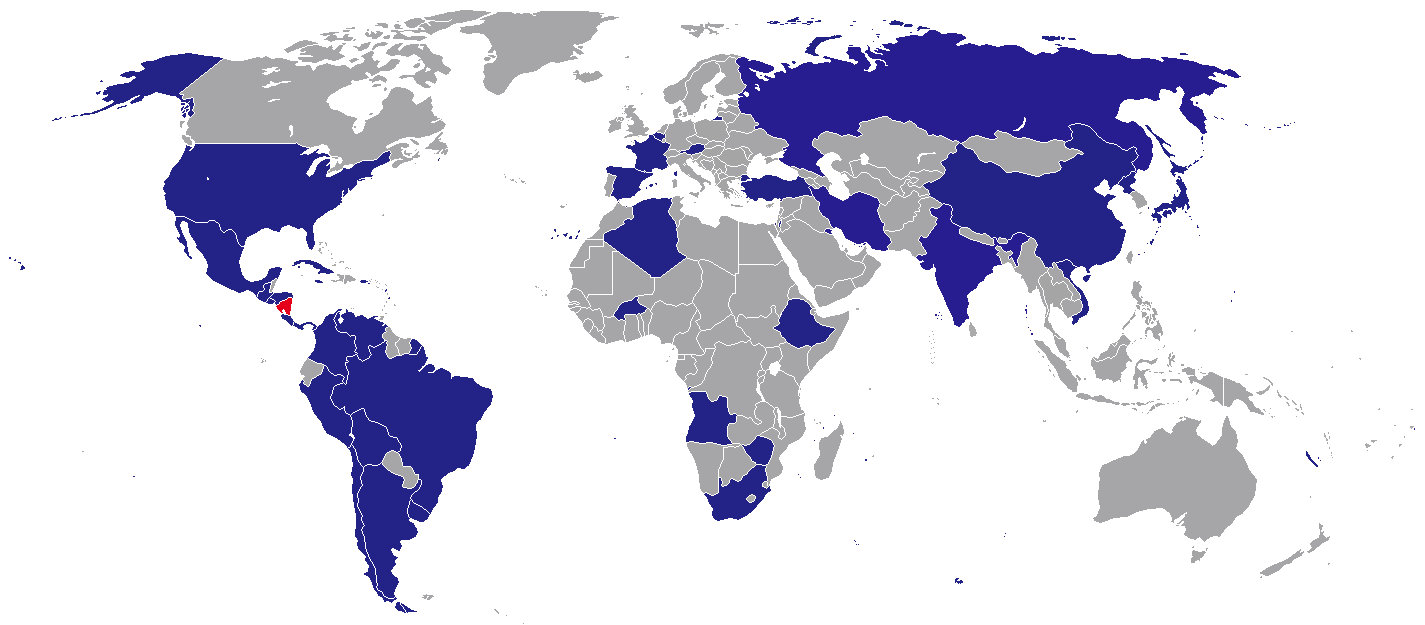
재외공관 설치 현황
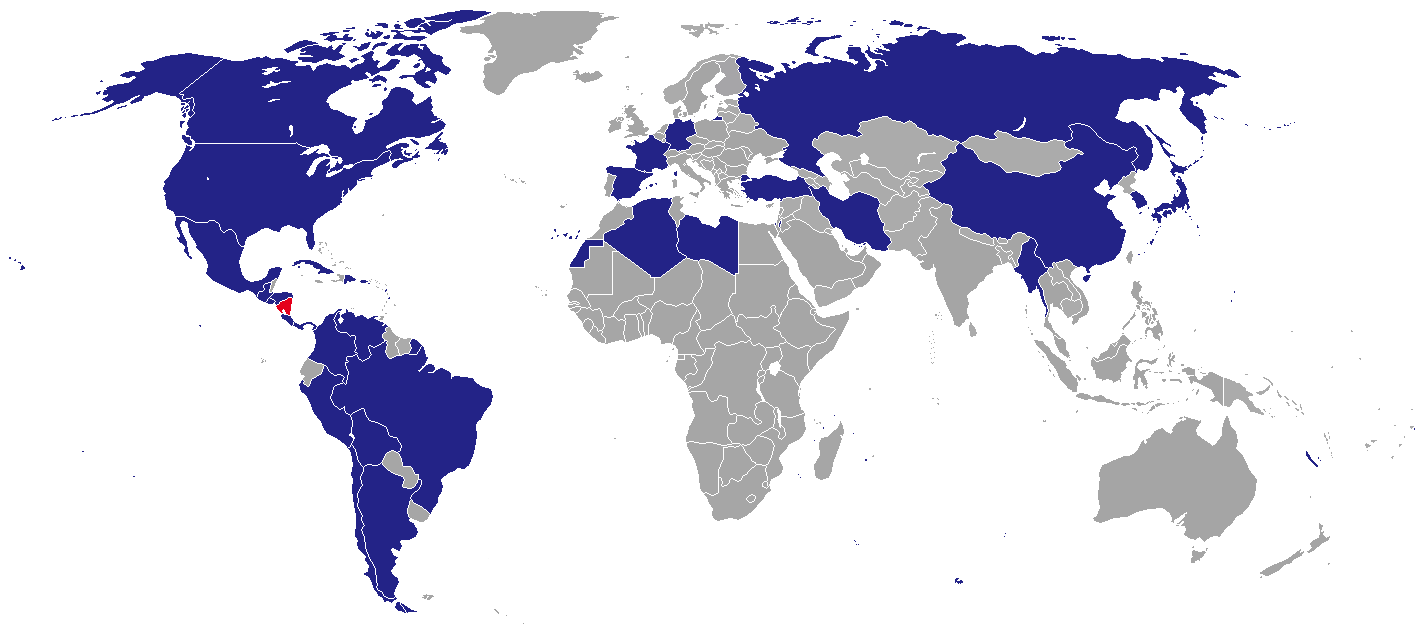
외국공관 유무 현황

## 앵글로아메리카

### 미국

수교 현황
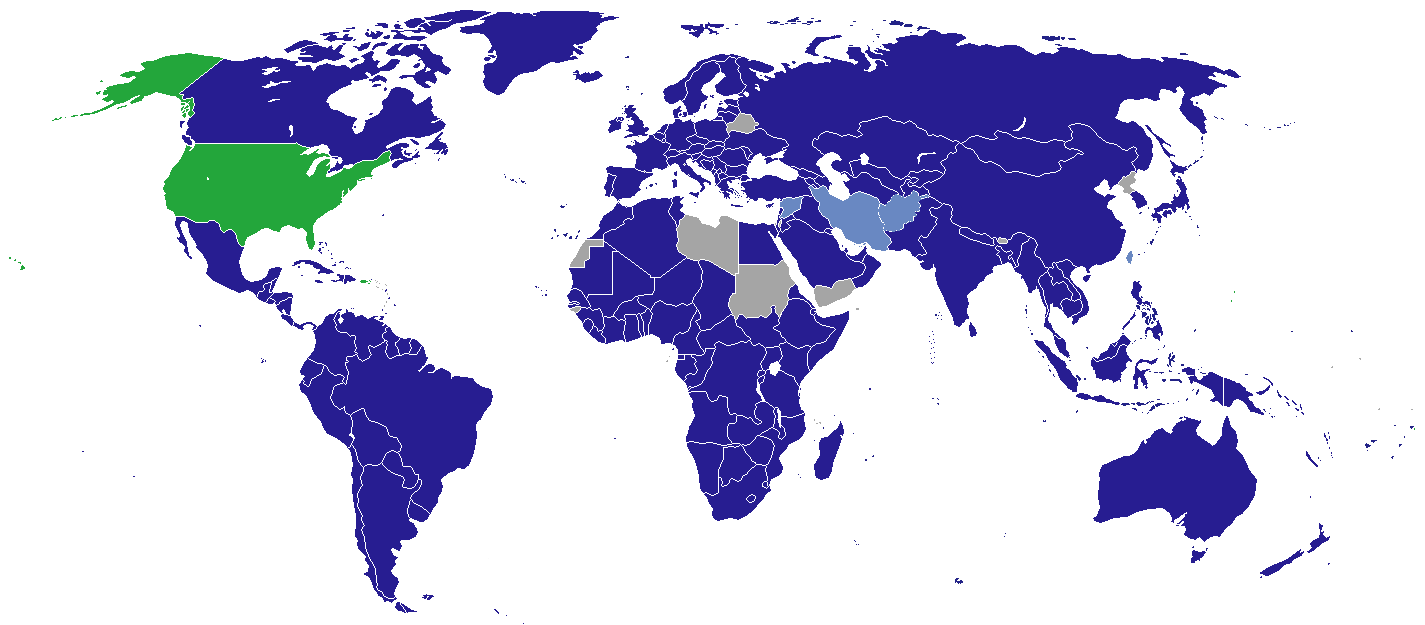
재외공관 설치 현황
외국공관 유무 현황외국공관 유무 현황

### 캐나다

수교 현황
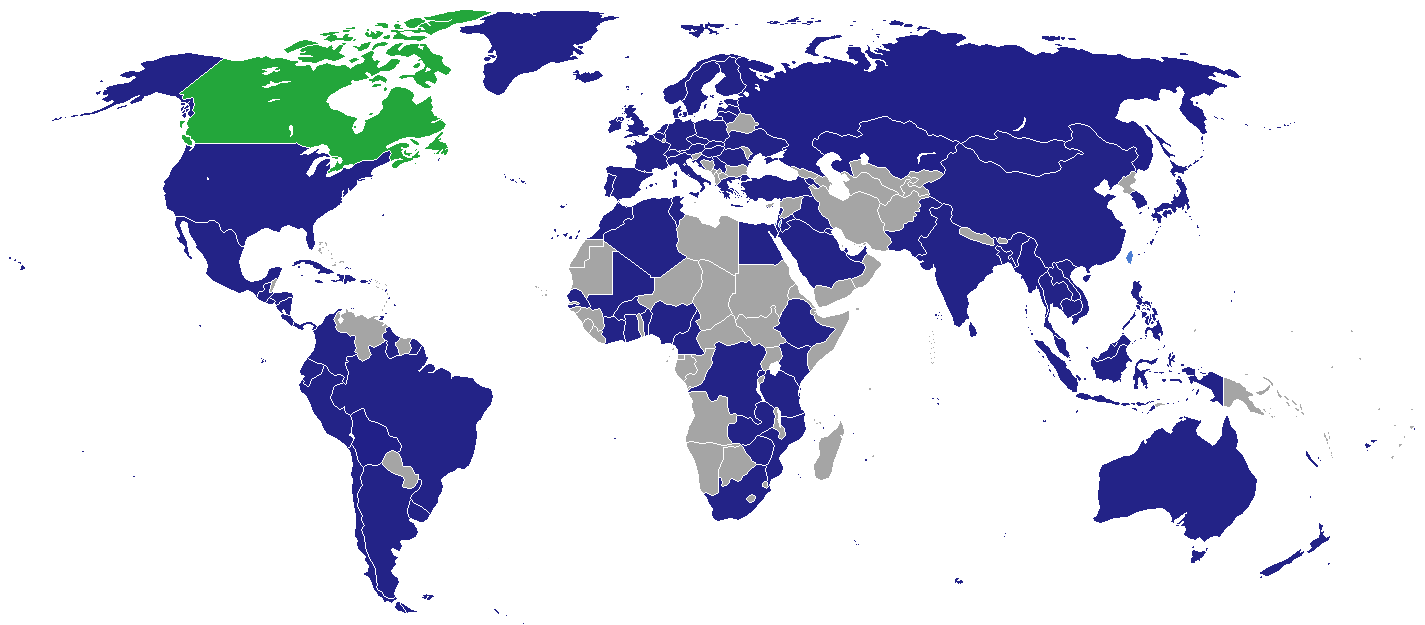
재외공관 설치 현황
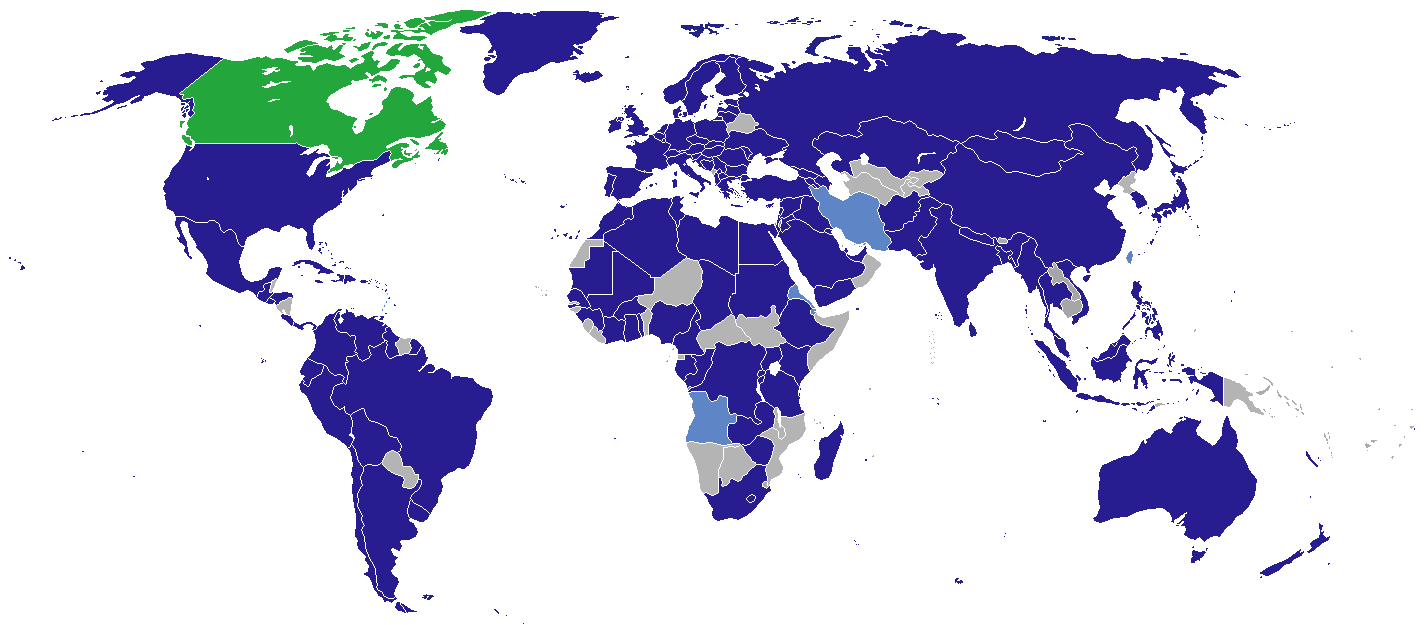
외국공관 유무 현황

### 자메이카
- 수교 현황
- 재외공관 설치 현황
- 외국공관 유무 현황

### 가이아나
- 수교 현황
- 재외공관 설치 현황
- 외국공관 유무 현황

### 트리니다드 토바고
- 수교 현황
- 재외공관 설치 현황
- 외국공관 유무 현황

### 벨리즈
- 수교 현황
- 재외공관 설치 현황
- 외국공관 유무 현황

### 수리남
- 수교 현황
- 재외공관 설치 현황
- 외국공관 유무 현황

### 바하마
- 수교 현황
- 재외공관 설치 현황
- 외국공관 유무 현황

### 바베이도스
- 수교 현황
- 재외공관 설치 현황
- 외국공관 유무 현황

### 세인트루시아
- 수교 현황
- 재외공관 설치 현황
- 외국공관 유무 현황

### 세인트키츠 네비스
- 수교 현황
- 재외공관 설치 현황
- 외국공관 유무 현황

### 그레나다
- 수교 현황
- 재외공관 설치 현황
- 외국공관 유무 현황

### 앤티가 바부다
- 수교 현황
- 재외공관 설치 현황
- 외국공관 유무 현황

### 세인트빈센트 그레나딘
- 수교 현황
- 재외공관 설치 현황
- 외국공관 유무 현황

### 도미니카 연방
- 수교 현황
- 재외공관 설치 현황
- 외국공관 유무 현황

## 남부라틴아메리카

### 브라질
- 수교 현황
- 재외공관 설치 현황
- 외국공관 유무 현황

### 아르헨티나
- 수교 현황
- 재외공관 설치 현황
- 외국공관 유무 현황

### 콜롬비아
- 수교 현황
- 재외공관 설치 현황
- 외국공관 유무 현황

### 페루
- 수교 현황
- 재외공관 설치 현황
- 외국공관 유무 현황

### 칠레
- 수교 현황
- 재외공관 설치 현황
- 외국공관 유무 현황

### 베네수엘라
- 수교 현황
- 재외공관 설치 현황
- 외국공관 유무 현황

### 우루과이
- 수교 현황
- 재외공관 설치 현황
- 외국공관 유무 현황

### 에콰도르
- 수교 현황
- 재외공관 설치 현황
- 외국공관 유무 현황

### 볼리비아
- 수교 현황
- 재외공관 설치 현황
- 외국공관 유무 현황

### 파라과이
- 수교 현황
- 재외공관 설치 현황
- 외국공관 유무 현황

## 북부라틴아메리카

### 멕시코
- 수교 현황
- 재외공관 설치 현황
- 외국공관 유무 현황

### 쿠바
- 수교 현황
- 재외공관 설치 현황
- 외국공관 유무 현황

### 과테말라
- 수교 현황
- 재외공관 설치 현황
- 외국공관 유무 현황

### 도미니카 공화국
- 수교 현황
- 재외공관 설치 현황
- 외국공관 유무 현황

### 파나마
- 수교 현황
- 재외공관 설치 현황
- 외국공관 유무 현황

### 코스타리카
- 수교 현황
- 재외공관 설치 현황
- 외국공관 유무 현황

### 엘살바도르
- 수교 현황
- 재외공관 설치 현황
- 외국공관 유무 현황

### 온두라스
- 수교 현황
- 재외공관 설치 현황
- 외국공관 유무 현황

### 아이티
- 수교 현황
- 재외공관 설치 현황
- 외국공관 유무 현황

### 니카라과
- 수교 현황
- 재외공관 설치 현황
- 외국공관 유무 현황

## 같이 보기
- 나라별 수교 현황
  - 나라별 수교 현황/아시아
  - 나라별 수교 현황/유럽
  - 나라별 수교 현황/아프리카
  - 나라별 수교 현황/오세아니아
- 나라별 외교 공관 목록